# Collection des peintures italiennes du musée des Augustins de Toulouse
La collection de peintures italiennes du musée des Augustins de Toulouse regroupe une production allant de la fin du Moyen Âge à la fin du XVIIIe siècle. Composée de remarquables tableaux de maîtres, elle se distingue particulièrement par son ensemble de peintures des XVIIe et XVIIIe siècles, illustrant la diversité des écoles italiennes. Elle a notamment fait l’objet d’une exposition, Palettes italiennes : la peinture italienne au musée des Augustins, présentée du 22 février au 26 mai 2003 au musée.

## La constitution de la collection
L’histoire de la collection italienne débute en 1794 avec la saisie à Albi de la collection du cardinal de Bernis (1715-1794). La collection comprend une trentaine de tableaux de l’école italienne, avec pour chef-d'œuvre Le pont du Rialto à Venise de Francesco Guardi. La collection est orientée vers le paysage italien du XVIIIe siècle (Anesi, Pier Francesco Foschi, Andrea Locatelli), ainsi que des artistes étrangers actifs à Rome (Jan Frans van Bloemen, Jules César Denis Van Loo). S’y ajoutent des scènes de genre attribuées autrefois à Cerquozzi, des petits formats mythologiques, notamment de Sebastiano Conca et des copies des décors de Raphaël au Vatican. Seul Jacopo Zucchi se distingue véritablement par son ancienneté.

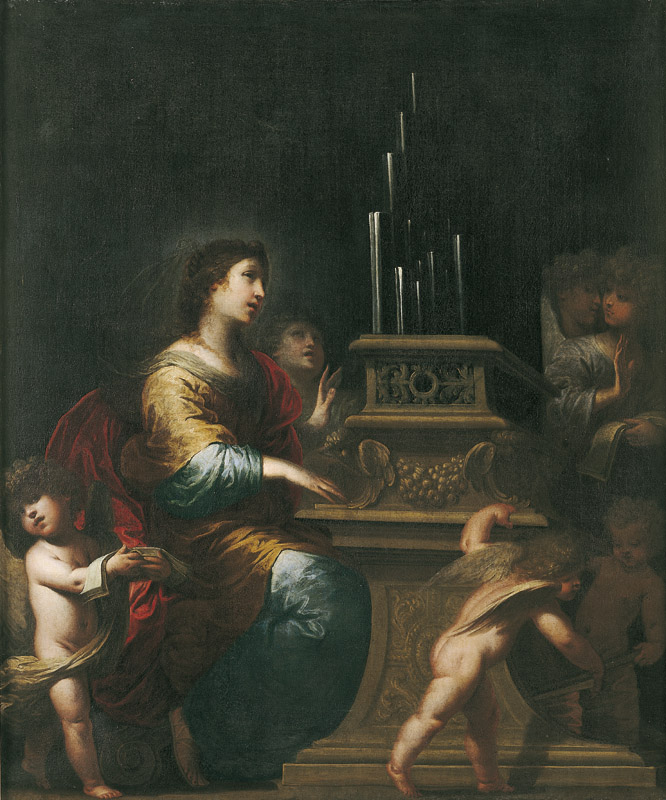
Pietro Ricchi, Sainte Cécile, 1660, huile sur toile, musée des Augustins, Toulouse.

La collection Le Tonnelier de Breteuil (1726-1794), saisie à Montauban en 1794, enrichit le fond avec des peintures italiennes aux thématiques conventionnelles (natures mortes, batailles, scènes de genre). Sainte Cécile de Pietro Ricchi est la pièce maîtresse de cet ensemble. Par ailleurs, les saisies révolutionnaires d'œuvres d'églises locales renforcent la présence de la peinture toulousaine des XVIIe et XVIIIe siècles, notamment avec deux œuvres de Antonio Verrio saisies chez les Carmes déchaussés. La suppression de l’Académie royale de peinture de Toulouse en 1793 permet l’entrée de copies de maîtres italiens.
Toulouse bénéficie également des envois de l’État selon le décret Chaptal de 1801. L’envoi de 1803 comprend huit tableaux, dont un fragment du polyptyque de Sant’Agostino de Pérugin, La Lapidation de Saint-Étienne de Filippo Lauri, Le Christ portant sa Croix de Guido Reni, ainsi qu’un tableau du Vecchia. L’envoi de 1805 inclut trois œuvres : Le Triomphe de Judith de Curradi, La Gloire de tous les saints du Guerchin et Apollon écorchant Marsyas de Guido Reni, prélevé au palais royal de Turin. Les conquêtes napoléoniennes élargissent la collection en 1812 avec neuf tableaux issus des grandes pinacothèques européennes. Parmi eux, des œuvres de Bononi, Cairo, Crespi, Torri, Gherardi et Le Martyre de saint Jean et saint Paul du Guerchin. En 2004, la propriété de œuvres provenant de ces dépôts consulaires ou impériaux est transférée par l’application de l’article 13 de la loi du 4 janvier 2002 relative aux musées de France.
La suite du XIXe siècle voit des acquisitions ponctuelles. En 1838, Alexandre Du Mège (1780-1862) vend au musée une œuvre de Neri di Bicci, remployant une peinture de Lorenzo Monaco. Entre 1862 et 1873, la collection Campana apporte des tableaux de primitifs italiens, dont une œuvre de Cristoforo Gherardi. Ces tableaux sont transférés au musée du Petit Palais d’Avignon dans les années 1970. En 1878, l'Etat dépose au musée un tableau de Porta Salviati, provenant de la collection de Louis XIV.
L'après-guerre favorise l’enrichissement de la collection. L'année 1947 voit l'acquisition d'une œuvre de Vassallo et une d'un anonyme lombard. En 1949, plusieurs primitifs sont transférés du musée Saint-Raymond de Toulouse aux Augustins. En 1950, de nouveaux dépôts de l'Etat viennent compléter le fonds, notamment des œuvres récupérées en Allemagne (MNR), en échange de retours au Louvre. D'autres dépôts du Louvre enrichissent la collection entre 1952 et 1960. En 1956, une œuvre d'Antiveduto Grammatica est acquise auprès de l'école privée Saint-Stanislas à Toulouse. En 1971, la collection Calvet apporte des œuvres rares, dont Nuvolone, Benaschi et Pandolfo Reschi.

## Moyen Âge et Renaissance
Le petit corpus de peintures italiennes pour la période médiévale et le début de la Renaissance conservé au musée des Augustins illustre certains changements de paradigmes qui s’opèrent dans la peinture durant le Trecento et le Quattrocento, et qui marqueront la production européenne pour les siècles suivants.

### Les primitifs italiens

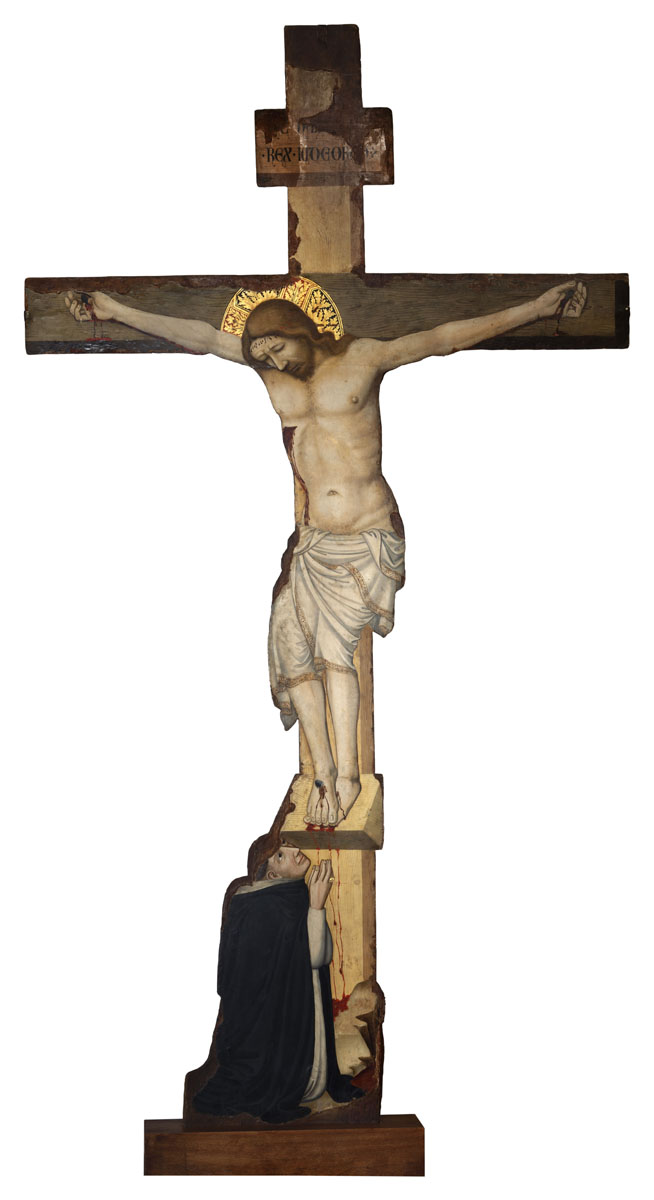
Anonyme, Le Christ en croix avec l'orant du cardinal Guilhem Peire Godin, XIVe siècle, musée des Augustins, Toulouse.

Les quelques exemples de primitifs italiens offrent un aperçu de différents pôles de création, en particulier au nord de l’Italie, avec des productions issues des foyers Toscans et probablement de la région de Venise.
Une des œuvres essentielles de la collection est une peinture atypique pouvant provenir d’un foyer toscan du deuxième quart du XIVe siècle, ou d’un foyer français plus tardif. Il s’agit du Christ en croix avec l’orant du cardinal Godin, un crucifix à double face aux dimensions monumentales (un peu plus de trois mètres de hauteur). Cette œuvre déposée dans la cathédrale Saint-Étienne de Toulouse durant la Révolution provient à l’origine de l’église du couvent des Jacobins de Toulouse.
Les peintures du Trecento italien dans les collections du musée sont rares mais aussi souvent anonymes. La collection de peintures italiennes conserve deux panneaux anonymes figurant l'Annonciation avec l’archange Gabriel et la Vierge Marie. Il pourrait s’agir d’une production vénitienne du début du XIVe siècle comme le laisse penser l’influence byzantine présente dans l’utilisation en abondance de la feuille d’or, dans le mouvement des drapés ainsi que dans la construction du paysage architecturé.
La peinture italienne médiévale au musée des Augustins est également illustrée par une œuvre de Neri di Bicci (1418-1492), Le Christ en croix, la Vierge, saint Jean et Madeleine. Le caractère particulier de ce tableau réside dans la réutilisation d’un élément d’une œuvre antérieure, un Christ en croix aujourd’hui attribué au peintre toscan Lorenzo Monaco ou à son atelier. Cette peinture illustre une pratique infusée des nouveautés toscanes du Trecento ainsi que les prémices des innovations du Quattrocento.

Anonyme florentin, La Chasse, 1650-1660, tempera sur bois de peuplier, musée des Augustins, Toulouse (MNR 850).

Si la peinture italienne médiévale conservée est très largement issue de la commande religieuse, la collection de peintures italiennes conserve une production laïque surement réalisée à l’initiative d’un puissant commanditaire de l’aristocratie toscane du XVe siècle. Il s’agit d’un panneau horizontal, dit La Chasse, illustrant le goût de cette élite pour des scènes courtoises issus du répertoire médiéval. Il déroule sur plus de deux mètres un décor de scènes de chasses, l'une au sanglier, l'autre au cerf, au sein d’un paysage florentin laissant apparaitre, derrière les remparts de la ville, le Duomo de Brunelleschi.

### Classicisme et maniérisme au XVIe siècle
Le Cinquecento italien a vu naitre différents courants artistiques à l’instar du classicisme puis du maniérisme. Si le musée des Augustins ne peut prétendre à une grande richesse d'œuvres de grands maîtres de la Renaissance italienne, ses collections comptent néanmoins certaines toiles de peintres du XVIe siècle illustrant ces deux courants majeurs.
Formé par Francesco Salviati (1510-1563), Giuseppe Porta (1520-1570) accompagne son maître à Venise en 1539. Il s'y installe et fait carrière, recevant d'importantes commandes, principalement d'institutions publiques mais aussi religieuses. Son style se situe à la croisée du classicisme toscan et de l'attention portée à la couleur caractéristique de l'école vénitienne. Le musée des Augustins conserve une de ses œuvres, Adam et Ève, issue de l’ancienne collection de Louis XIV. Cette toile est à rapprocher d'une œuvre du même nom par Salviati, conservée au Palazzo Colonna de Rome.
Parmi les collections du musée des Augustins, l'Œuvre du peintre bolonais Bartolomeo Cesi (1556-1629) témoigne de l'influence du maniérisme bolonais ; néanmoins, il s'inscrit à la fois entre une solide tradition naturaliste et une aspiration académique. Le Portrait d’un religieux, précédemment attribué à Prospero Fontana, propose un portrait individualisé et moderne. Le sujet représenté est très probablement un moine de l'Ordre des Chartreux, pour lesquels Cesi a beaucoup travaillé.
Connu pour avoir peint à la manière de Giorgio Vasari, Cristofano Gherardi (1508-1556) collabora avec ce dernier. Son tableau La Visitation de la Vierge à sainte Elisabeth, conservé au musée des Augustins, a été attribué au peintre par l’intervention de Sylvie Béguin. L’exécution picturale du tableau est fortement emprunte des codes du maniérisme toscan.

Peintre émilien-romagnol, Giovanni Battista Tinti (1558-1609) se caractérise par une forte influence parmesane de la première moitié du XVIe siècle. Dans La Vierge à l’enfant et le mystère de la Passion, le maniérisme tardif est particulièrement prononcé, notamment dans les expressions faciales exacerbées.

Giuseppe della Porta Salviati, Adam et Eve ou l'Expulsion du Paradis terrestre, 1526-1550, huile sur toile, musée des Augustins, Toulouse.
Bartolomeo Cesi, Portrait d'un religieux, huile sur toile, musée des Augustins, Toulouse.
Cristofano Gherardi, La Visitation de la Vierge à sainte Elisabeth, 1541-1550, huile sur toile et bois, musée des Augustins, Toulouse.
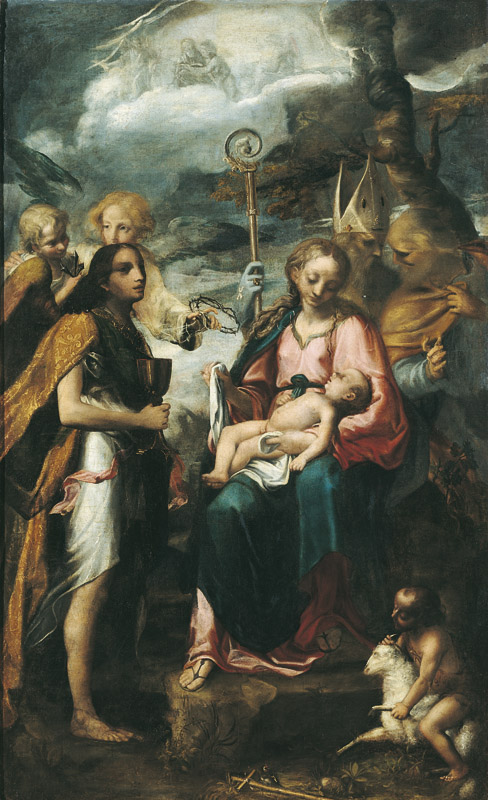
Giovanni Batista Tinti, La Vierge à l'enfant et le mystère de la Passion, huile sur toile, vers 1588, musée des Augustins, Toulouse.

## La peinture italienne auXVIIesiècle
La peinture italienne du XVIIe siècle se caractérise par une grande diversité régionale et stylistique, rendant difficile toute généralisation du XVIe siècle, notamment celles de Florence, Venise et Parme, ainsi que des influences du Caravage et des Carrache.

### L’héritage du Caravage et des Carrache
D'un point de vue stylistique, deux influences se distinguent dans la peinture italienne du début du XVIIe siècle, inspirant les artistes tout au long du siècle.
La première d'entre elle, la peinture du Caravage (1571-1610), initie un mouvement pictural nommé le caravagisme. Le musée des Augustins conserve une copie d'après un original perdu du maître, peinte par l'un de ses suiveurs. Ce tableau, Saint François d'Assise en prière, intrigue par son support en pierre et reprend les caractéristiques de l’art du Caravage et de ses suiveurs : la lumière latérale, les traits figés d’une expression intense, la palette restreinte.
Antiveduto Gramatica (1571-1626) fut le contemporain du Caravage, qui a été son élève avant de devenir une influence. La scène biblique qu'est la Sainte Famille au dévidoir avec Saint Jean laisse transparaître un classicisme éminemment bolonais teinté de caravagisme.
Le musée des Augustins conserve l'un des chefs-d'oeuvre de Guido Reni (1575-1642), contemporain du Caravage : Apollon écorchant Marsyas. Entré dans la collection dès 1805, ce tableau est premièrement interprété comme inachevé en raison du contraste important dans les couleurs utilisées pour les carnations d’Apollon et Marsyas.
Un autre tableau de Guido Reni conservé dans les collections du musée représente Le Christ portant sa croix. Des éléments de ferronnerie au revers du panneau attestent son ancienne fonction de porte de tabernacle de l’église San Salvatore à Bologne. L’attribution de l'œuvre fait néanmoins l’objet de débats parmi les historiens de l’art.

Le deuxième mouvement influençant la peinture italienne au début du XVIIe siècle provient de l’influence classicisante des Carrache de l'école de Bologne : les frères Annibale (1560-1609) et Agostino (1557-1602) et leur cousin Ludovico (1555-1619). Le musée des Augustins possède une œuvre d’après Annibale Carracche, La Cananéenne aux Pieds de Jésus. Copie d’une peinture originale au Palazzo del Comune de Parme, cette reproduction italienne contemporaine du peintre offre une peinture au sujet biblique, une composition d’un décor étudié d’après nature, et un naturalisme dans la représentation des plis ainsi que de l’anatomie des personnages. 

D'après le Caravage, Saint François d'Assise en prière, première moitié du XVIIe siècle, huile sur pierre, musée des Augustins, Toulouse.
Antiveduto Gramatica, Sainte Famille au dévidoir avec saint Jean-Baptiste, 1620-1625, huile sur toile, musée des Augustins, Toulouse.
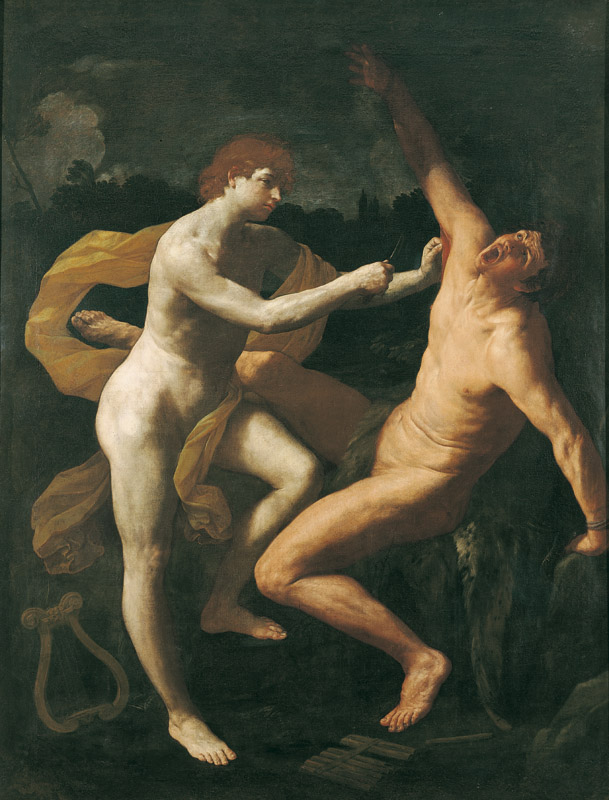
Guido Reni, Apollon écorchant Marsyas, vers 1619, huile sur toile, musée des Augustins, Toulouse.
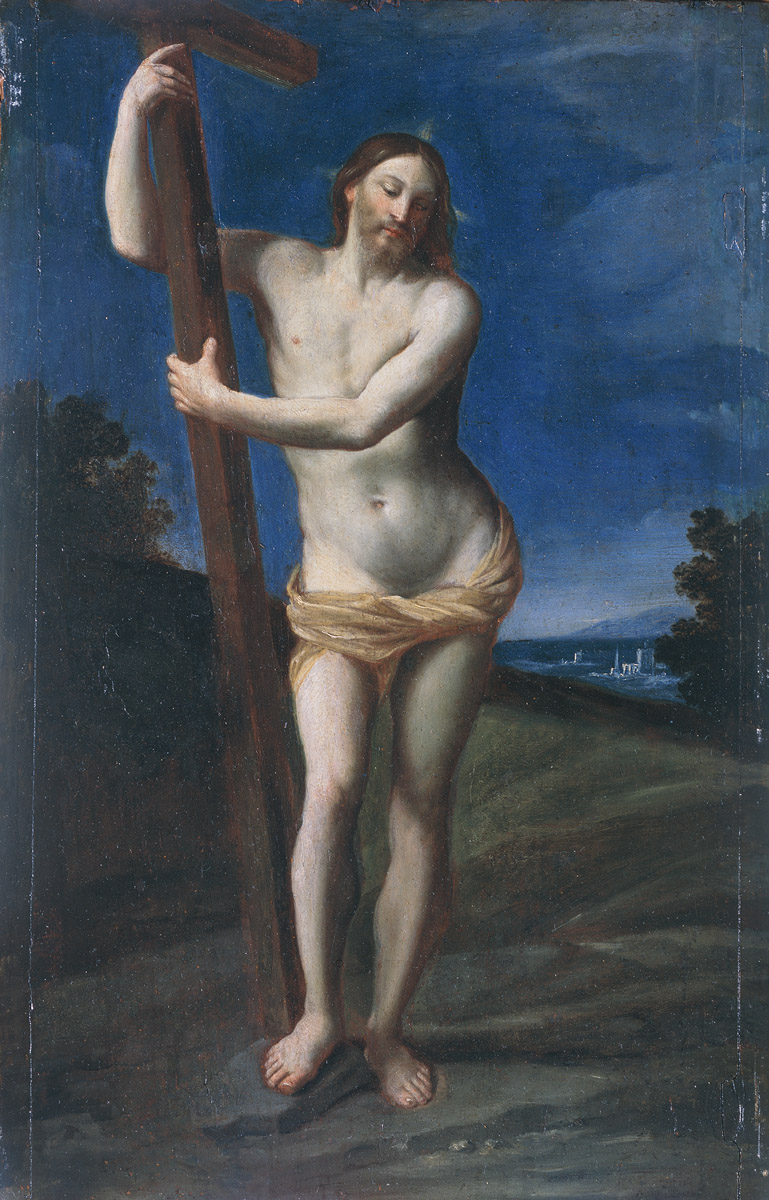
Guido Reni, Le Christ portant sa croix, huile sur toile, musée des Augustins, Toulouse.
D'après Annibal Carrache, La Cananénne aux pieds de Jésus, huile sur toile, musée des Augustins, Toulouse.

### La peinture italienne de 1630 à 1650
Parmi les figures marquantes de cette époque, Francesco Cairo, Carlo Francesco Nuvolone, Guerchin et Pietro della Vecchia sont présents dans les collections italiennes du musée des Augustins. Nés autour du début du XVIIe siècle et opérant depuis les années 1620-1630, chacun incarne une facette particulière de cette richesse artistique.
Le Mariage mystique de sainte Catherine de Francesco Cairo (1607-1665) illustre parfaitement l’esthétique contreréformiste lombarde. Cette œuvre complexe a été longtemps attribué à la main de Camillo Procaccini, jusqu’à l’intervention de Mina Gregori en 1956. Elle met en scène une Sacra Conversazione épurée, où seuls les éléments essentiels sont conservés. L’influence du Corrège y est manifeste, notamment dans la douceur des formes et des couleurs, renforcée par une attention minutieuse aux détails inspirée de Pietro da Cortona.
Le tableau Scène de la vie d’Esther de Carlo Francesco Nuvolone (1608-1661) souligne l'adoption d'une approche plus douce et sensuelle, à l’opposé des tendances dramatiques de Cerano ou Morazzone. L'œuvre, attribuée par Michel Laclotte, témoigne d’une peinture harmonieuse, d'un traitement subtil des figures et une absence de violence marquée. Ce style fluide et lumineux inscrit Nuvolone dans une tradition picturale moins théâtrale mais tout aussi raffinée.
Le Guerchin (1591-1666), quant à lui, traverse différentes phases stylistiques. Influencé dans un premier temps par le caravagisme et la force expressive d’Artemisia Gentileschi, il compose des œuvres marquées par une intensité dramatique et un usage appuyé des contrastes de lumière. C’est le cas du tableau de la collection Martyre de saint Jean et saint Paul, où la violence  domine à côté de la sublimation de la laideur. Toutefois, son évolution artistique le conduit progressivement vers une peinture plus sereine, comme en témoigne La Gloire de tous les saints,.

Enfin, Pietro della Vecchia (1603-1678) incarne une autre facette de la peinture italienne du XVIIe siècle : celle de l’imitation des maîtres vénitiens du XVIe siècle. Formé dans l’atelier de Padovanino, il excelle dans la reproduction des styles de Giorgione et du Titien, tout en développant un goût pour l’étrange et le spectaculaire. Son Neptune menaçant les vents en est un exemple frappant, mêlant une théâtralité baroque à la Salvator Rosa et influences diverses, notamment celles de Jordaens.

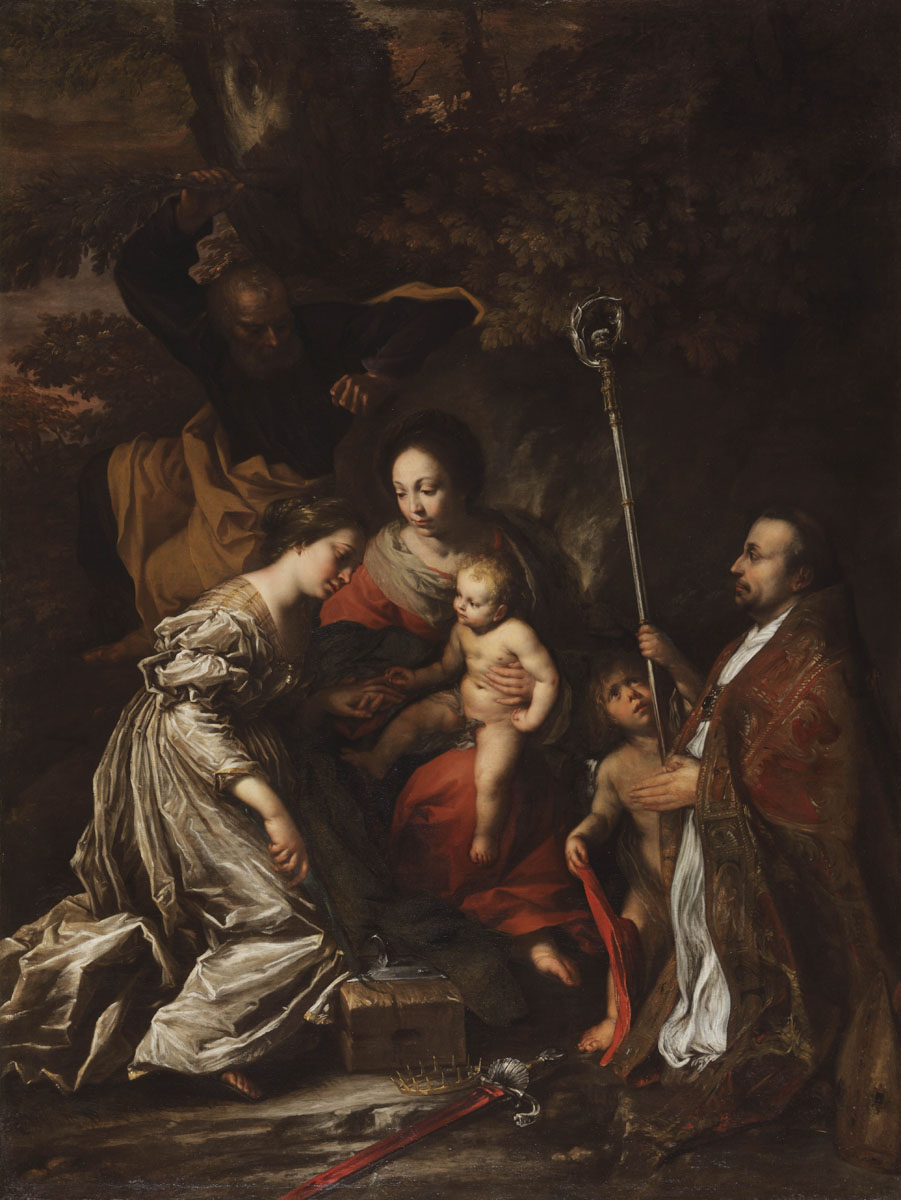
Francesco Cairo, Le Mariage mystique de sainte Catherine, 1641, huile sur toile, musée des Augustins, Toulouse.
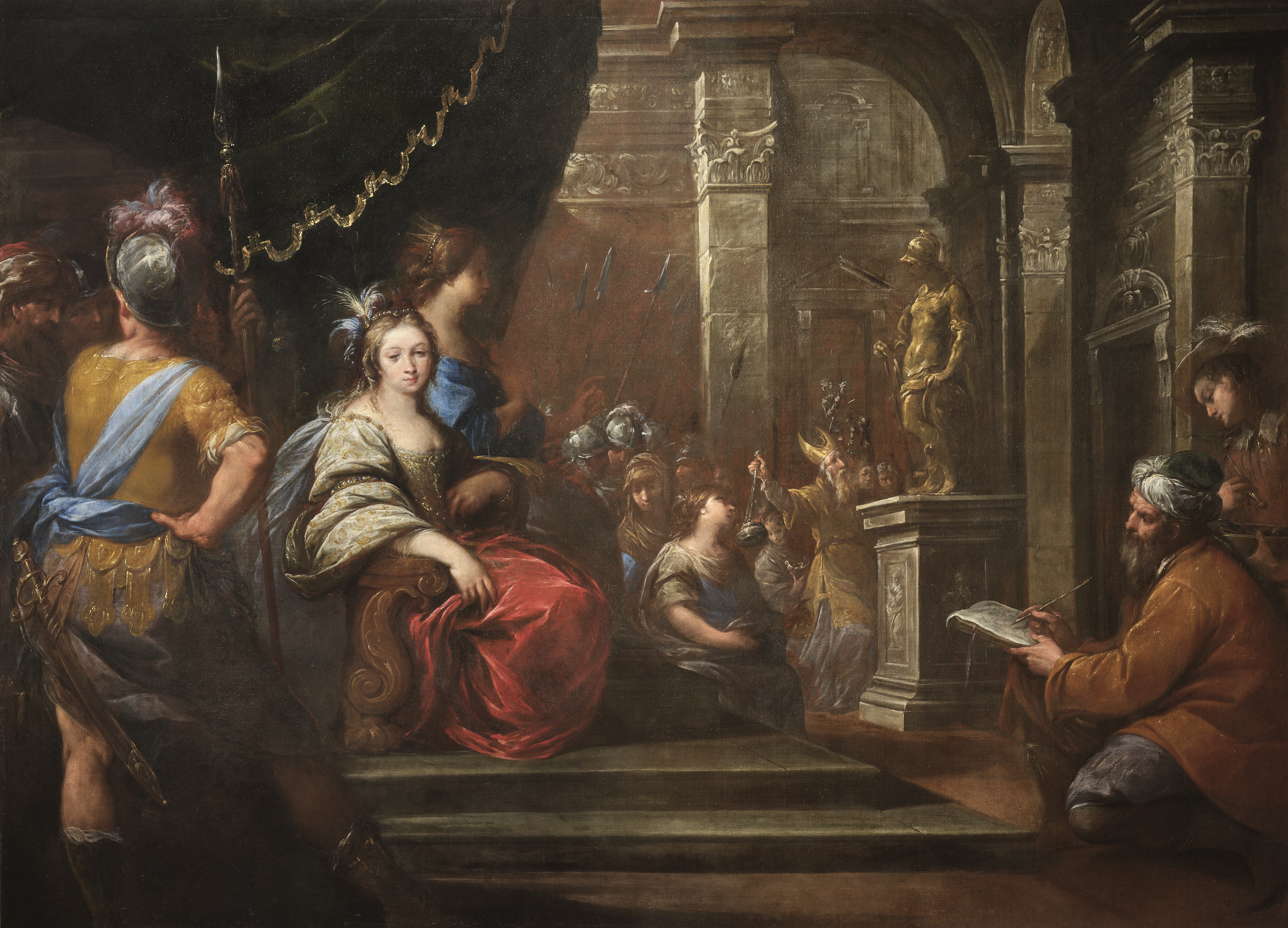
Carlo Francesco Nuvolone, Scène de la vie d'Esther ou de Judith, 1636, huile sur toile, musée des Augustins, Toulouse.
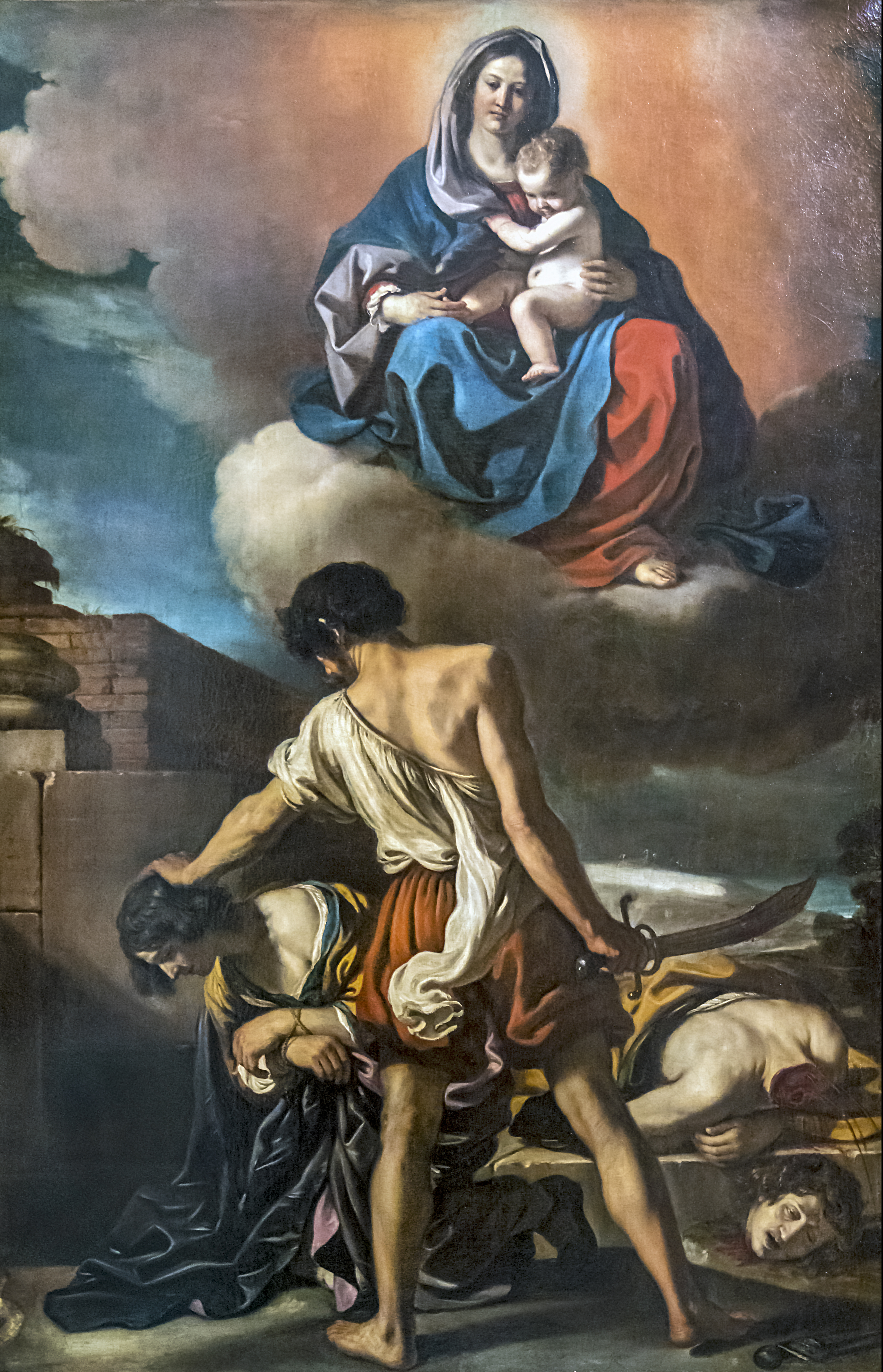
Giovanni Francesco Barbieri (Il Guercino), Martyre des saints Jean et Paul, 1632, huile sur toile, musée des Augustins, Toulouse.
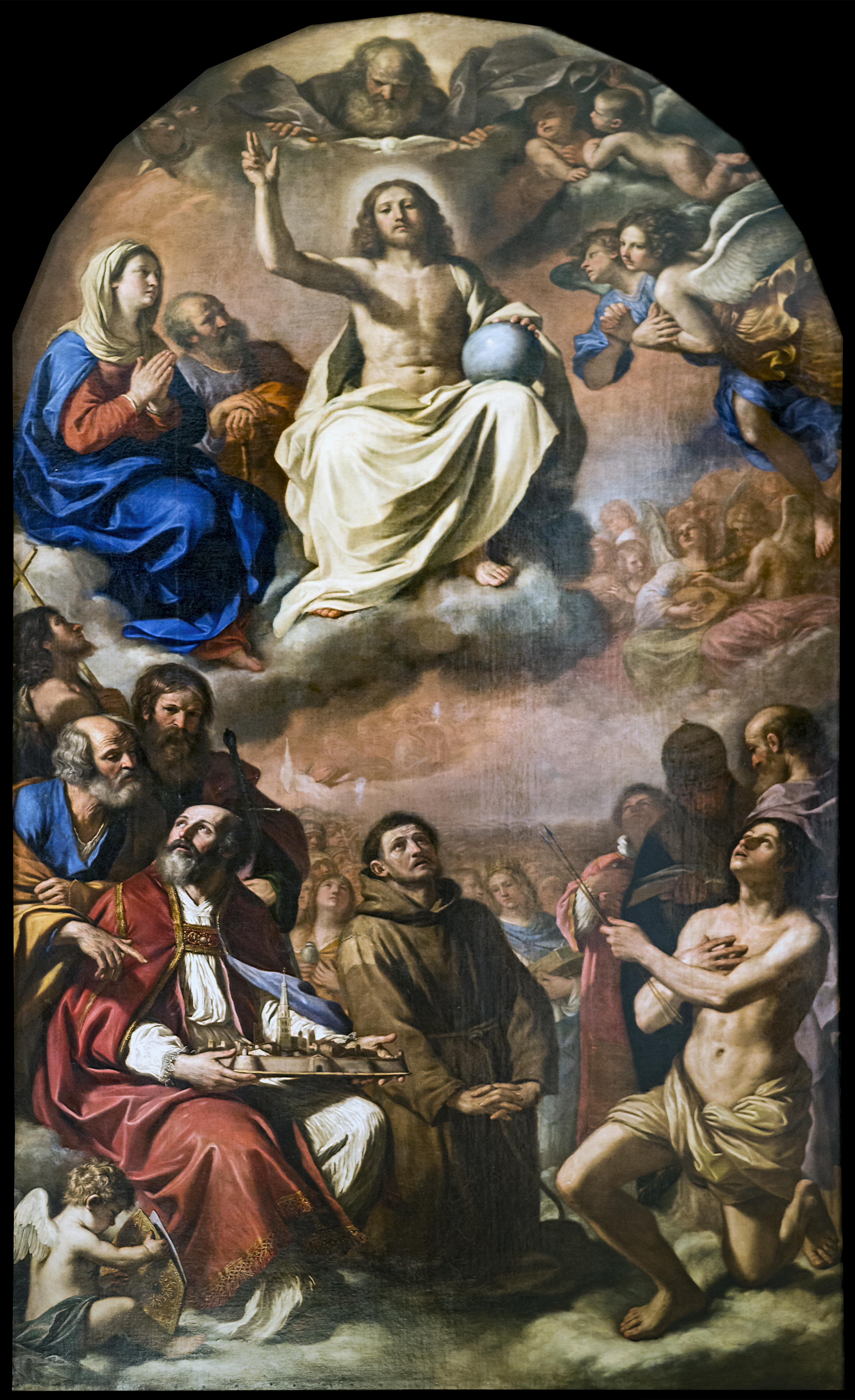
Giovanni Francesco Barbieri (Il Guercino), La Gloire de tous les saints. Les saints protecteurs de la ville de Modène, 1645, huile sur toile, musée des Augustins, Toulouse.
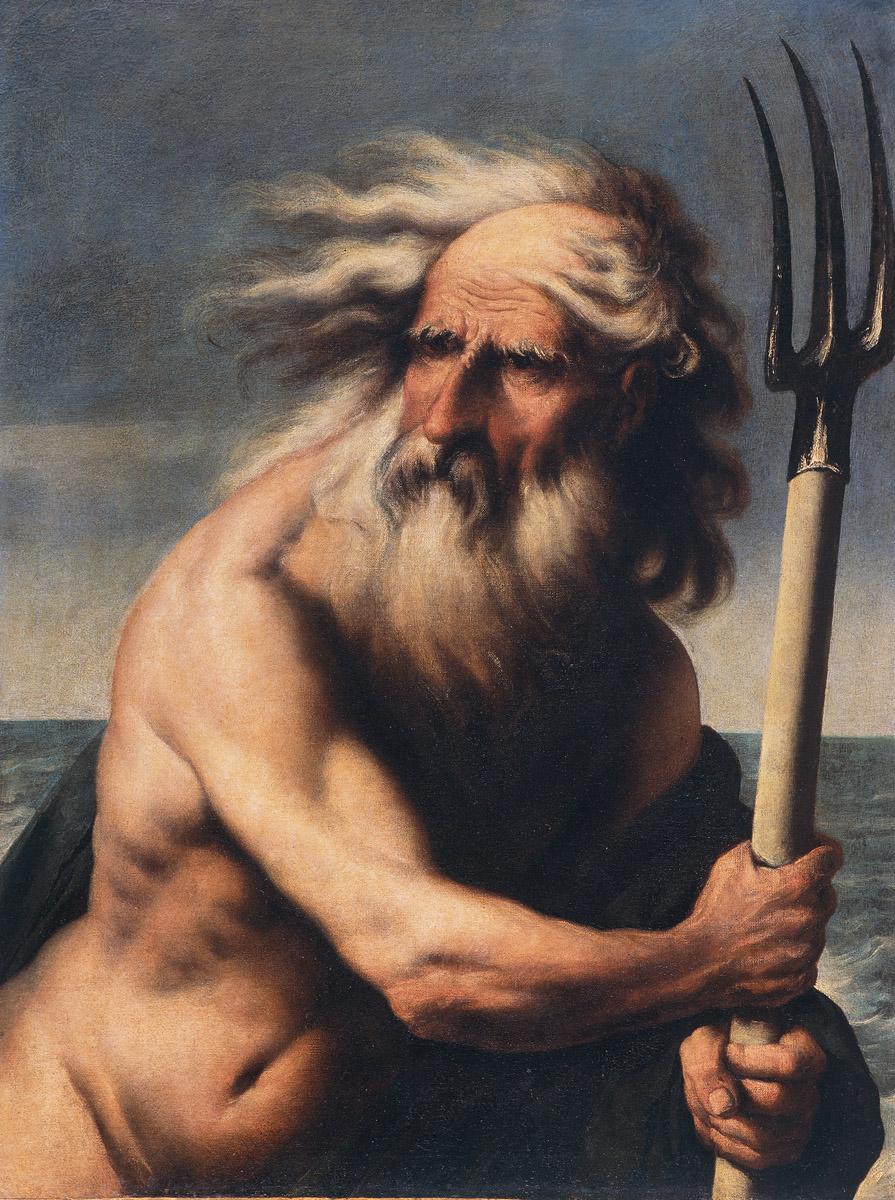
Pietro della Vecchia, Neptune menaçant les vents, 1650, huile sur toile, musée des Augustins, Toulouse.

### Aspects de la peinture italienne autour de 1650
La peinture italienne est affectée par de lourdes pertes artistiques au milieu du XVIIe siècle. Les années 1640 sont notamment marquées par la disparition de certains grands maîtres émiliens, comme le Dominiquin en 1641, Guido Reni en 1642 et Giovanni Lanfranco en 1647. Le foyer napolitain perd, dans les années 1650, Ribera et Artemisia Gentileschi, figures majeures ayant contribué à la renommée de son art. Certes, à Bologne, l'Albane et le Guerchin, qui a remplacé Reni à sa mort en tant que premier peintre de la ville, sont encore actifs mais n'innovent plus,.
La peinture italienne du milieu du siècle est difficile à synthétiser tant les genres et les styles pratiqués divergent d'un foyer à un autre et d'un artiste à un autre, en dépit d'un grand fonds de références communes. Certaines influences nordiques peuvent être visibles. Les peintures italiennes du milieu du siècle du musée des Augustins illustrent bien ce foisonnement.

Le genre du portrait est remarquablement représenté avec le Portrait de Martino Widmann exécuté à Venise par Bernardo Strozzi (1581-1644), peintre capucin influencé par la peinture flamande et, plus particulièrement ici, par les effigies génoises de Van Dyck. La peinture d'histoire est abordée de différentes manières. L'image de dévotion de Sainte Madeleine, l'une des seules peintures de Flaminio Torri (1621-1661) conservées en France, se situe dans la lignée d'une production caractéristique de l'atelier de Reni et semble également inspirée du style de Simone Cantarini. Sainte Cécile de Pietro Ricchi (1606-1675) s'éloigne du modèle de Raphaël avec son chiaroscuro prononcé et sa protagoniste active, en train de jouer de son orgue. Filippo Lauri (1623-1694) est, quant à lui, très inspiré par l'art de Pierre de Cortone lorsqu'il peint le petit tableau La Lapidation de saint Etienne. Enfin, le Paysage avec scène de brigandage de Pandolfo Reschi (1640-1696), qui dérive des exemples de Salvator Rosa mais dans une veine plus nordique, témoigne de la vogue du paysage avec figures.

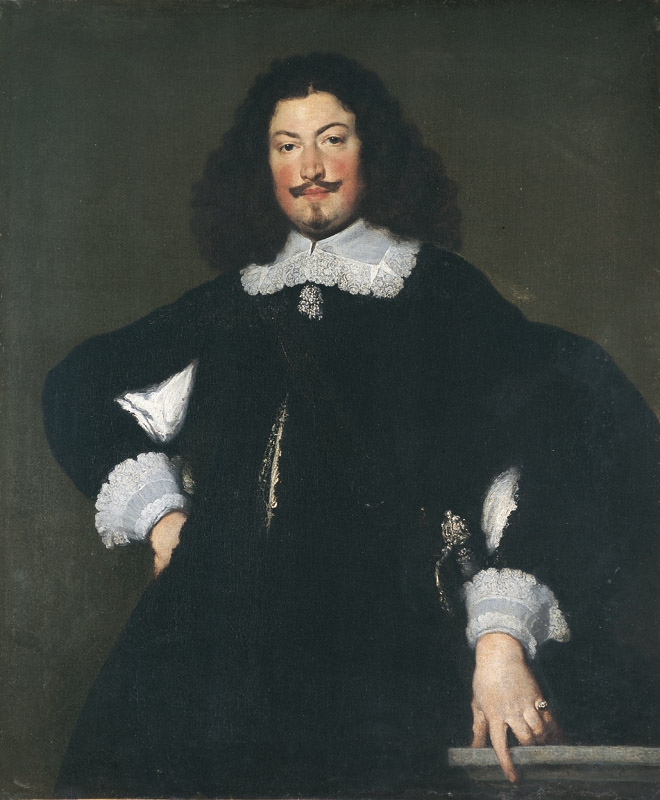
Bernardo Strozzi, Portrait de Martino Widmann, entre 1631 et 1644, huile sur toile, musée des Augustins, Toulouse.
Flaminio Torri, Sainte Madeleine, 2e quart du XVIIe siècle, huile sur bois, musée des Augustins, Toulouse.
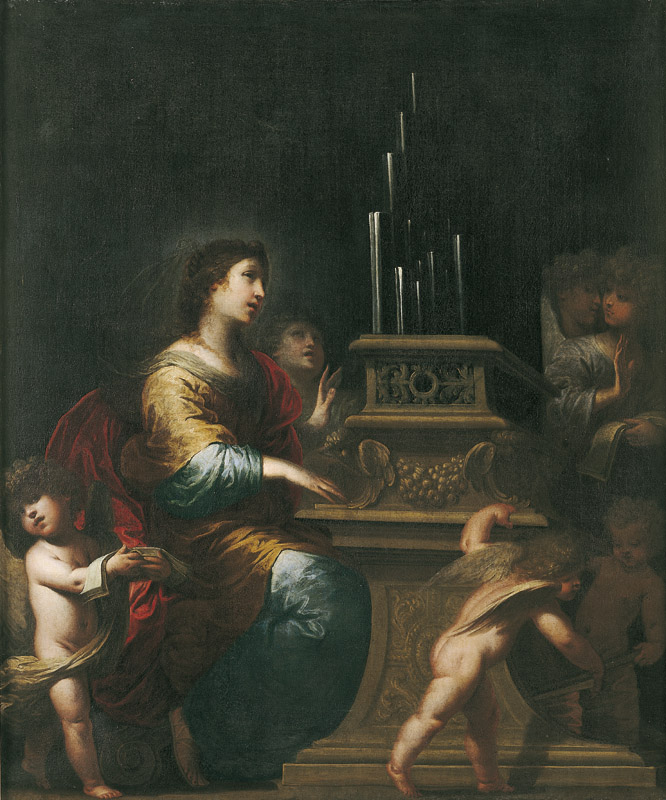
Pietro Ricchi, Sainte Cécile, vers 1660, huile sur toile, musée des Augustins, Toulouse.
Filippo Lauri, La Lapidation de saint Etienne, 2nde moitié du XVIIe siècle, huile sur bois, musée des Augustins, Toulouse.
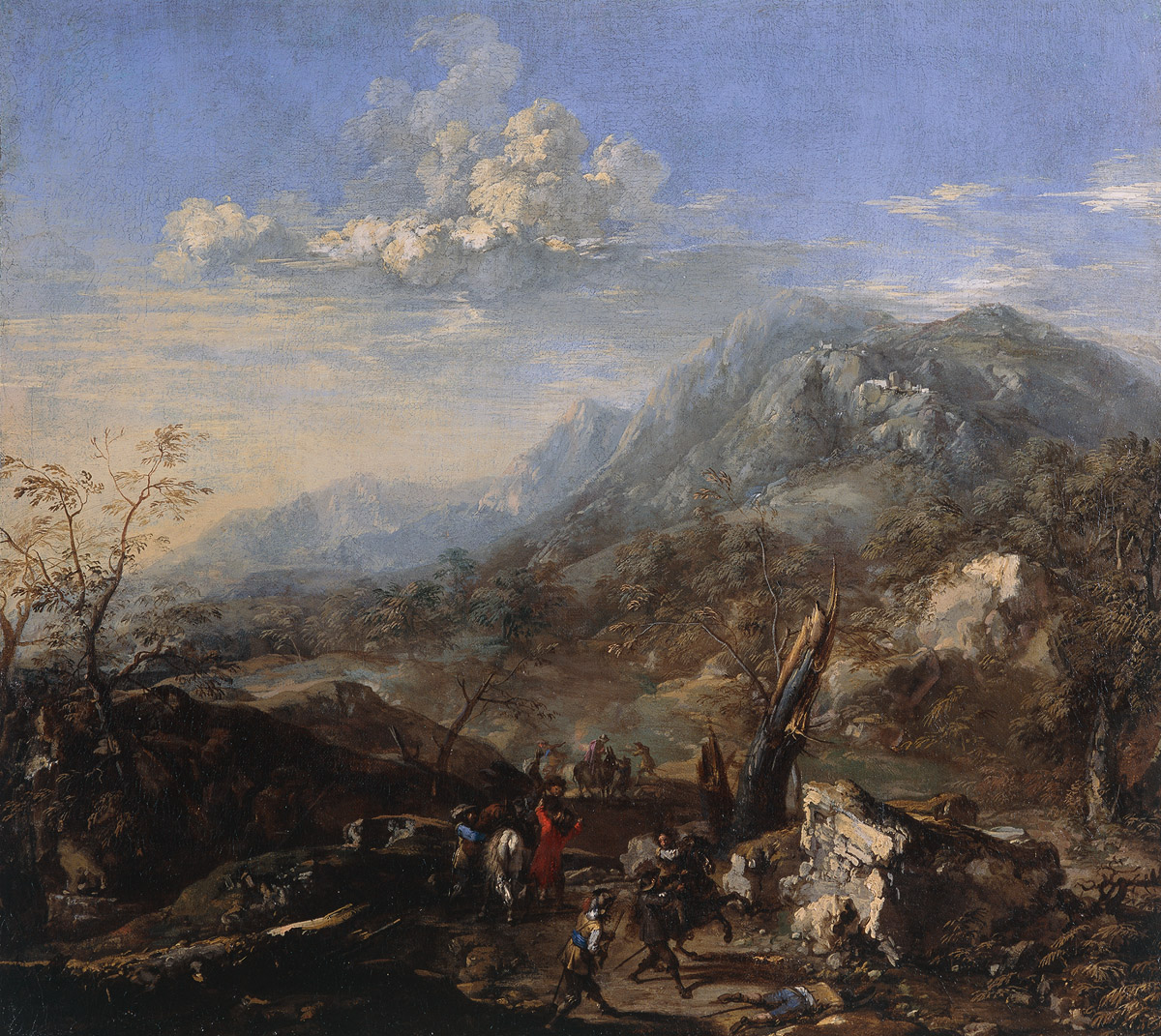
Pandolfo Reschi, Paysage avec scène de brigandage, 2nde moitié du XVIIe siècle, huile sur toile, musée des Augustins, Toulouse.

## Baroque etBarocchetto
De nombreuses définitions variées du terme baroque sont employée par les historiens de l'art, ce qui rend son usage parfois délicat, notamment dans le domaine de la peinture. La collection de peintures italiennes du musée des Augustins est riche en œuvres baroques, parmi lesquelles Saint Ignace de Loyola et saint François-Xavier par Baciccio (1639-1709), peintre connu pour le grand décor illusionniste baroque de la voûte du Gesù à Rome.
Le terme de barocchetto, ou petit baroque, est inventé par l’histoire de l’art pour désigner la production romaine de la fin du XVIIe et le début du XVIIIe. Ce style, parfois nommé rococò arcadico, est perçu comme plus intimiste et délicat, formant un compromis entre le baroque et le rococo.
Le peintre napolitain Sebastiano Conca (1680-1764) et ses petits formats s’inscrivent parfaitement dans cette manière. Emigré à Rome, il réalise en effet de nombreuses œuvres sous la protection de papes et cardinaux, dont la plus spectaculaire se trouve sur le plafond de Santa Cecilia in Trastevere. Conservé au musée des Augustins, son tondo représentant le couple formé par Vénus et Vulcain, longtemps attribué au peintre français Charles de La Fosse, proviendrait certainement d’une étude sur un décor de plafond.
La collection italienne du musée compte également une esquisse du Mariage de sainte Catherine. Celle-ci a probablement servi d’étude préparatoire au tableau du même titre donné par Conca à l’Accademia di San Luca à Rome en 1718, où il y est toujours conservé. Cette composition participe à la transformation du style baroque à Rome au début du XVIIIe siècle, pour évoluer vers le barocchetto.
Le musée des Augustins possède également deux œuvres d'Antonio Verrio (1636-1707), peintre italien considéré comme le décorateur baroque le plus important de l'Angleterre du XVIIe siècle. Son huile sur toile Le Mariage de la Vierge témoigne des différentes sources d’inspiration de l’artiste, avec l’influence de la peinture italienne baroque mais aussi l’influence toulousaine, où le peintre a séjourné. L’œuvre principale d’Antonio Verrio dans la collection du musée est cependant Saint Félix de Cantalice, un sujet rare dans les collections françaises. Ce tableau a fait l’objet d’une importante restauration de 2007 à 2010, présentée lors d'une exposition monographique sur son peintre, Antonio Verrio : chroniques d'un peintre italien voyageur, 1636-1707, du 27 mars au 27 juin 2010.

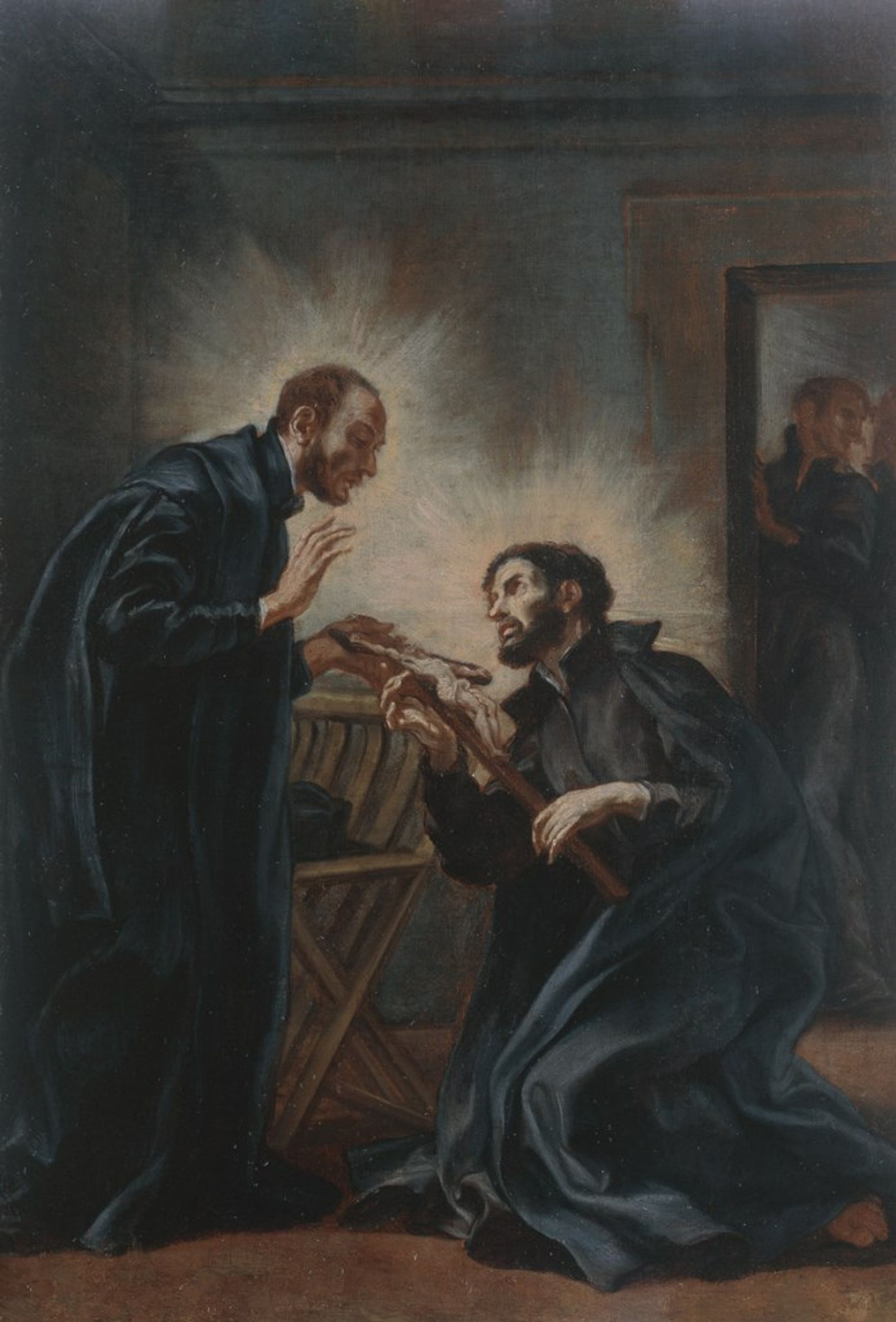
Baciccio, Saint Ignace de Loyola et saint François-Xavier, 1675-1685, huile sur toile, musée des Augustins, Toulouse.
Sebastiano Conca, Vénus et Vulcain, après 1704, huile sur toile, musée des Augustins, Toulouse.
Sebastiano Conca, Mariage de sainte Catherine, 1701-1750, huile sur papier marouflé sur toile, musée des Augustins, Toulouse.
Antonio Verro, Le Mariage de la Vierge, 1651-1700, huile sur toile, musée des Augustins, Toulouse.
Antonio Verro, Saint Félix de Cantalice, 1665-1670, huile sur toile, musée des Augustins, Toulouse.

## La peinture italienne auXVIIIesiècle

### Les foyers de la peinture italienne auXVIIIesiècle
Le XVIIIe siècle est marqué par la prise de conscience des villes italiennes de leur passé glorieux. Les centres artistiques ne se limitent plus qu'à Bologne et Rome et le développement de centres comme Venise et Naples sont significatifs. Malgré des circonstances politiques et économiques troubles. 
Plusieurs écrivains rédigent les vies des peintres originaires de ces centres. En effet, Carlo Cesare Malvasia (1616-1693) écrit les vies des peintres bolonais dans Felsina Pittrice, Vite de Pittori Bolognesi en 1678 et Bernardo de Dominici (1683-1759) celles sur les peintres napolitains dans Vite dei Pittori, Scultori, ed Architetti Napoletani en 1742. Les peintres italiens connaissent alors une véritable renommée dans leur ville natale, tout en renouvelant la tradition.
La collection italienne du musée des Augustins comprend le tableau Démocrite et Héraclite du peintre bolonais Giuseppe Maria Crespi, dit Lo Spagnolo (1665-1747). Héritier du XVIIe siècle, celui-ci se place sous l'influence des Carrache et du Guerchin pour cette représentation du thème des deux philosophes, dont l'iconographie provient du répertoire de Cesare Ripa.
Le musée des Augustins conserve le Portrait de femme de Francesco Solimena (1657-1747), représentant le foyer artistique napolitain. La collection de portraits du XVIIIe siècle est aussi présente pour le foyer romain, l'Autoportrait de Francesco Trevisani (1658-1746), attribué au peintre lors de la préparation de l'exposition des peintures italiennes du musée en 2003.

### La peinture à Rome au XVIIIe siècle
Rome demeure cependant le centre incontesté des arts tout au long du XVIIIe siècle, attirant peintres européens en quête de formation et, pour certains, d’un établissement définitif. Si l’Académie de Saint-Luc, brièvement associée à l’Académie de France, se limite aux peintres d’histoire, d’autres cercles tels que les Virtuosi del Pantheon et l’Accademia dell’Arcadia offrent un cadre plus large, accueillant paysagistes et peintres de natures mortes.
Paolo Anesi (1697-1773) et Andrea Locatelli (1695-1741) s’illustrent parmi les plus talentueux paysagistes de leur époque, réalisant à la fois des tableaux de chevalet et de vastes fresques décoratives pour les palais romains. Paolo Monaldi (1710-1779) excelle dans les scènes de genre, notamment les représentations animées d’auberges en plein air. Alberto Carlieri (1672- 1720) se distingue par ses architectures imaginaires peuplées de figures, tandis que Francesco Foschi (1710-1780), originaire d’Ancône, se spécialise dans les paysages enneigés.

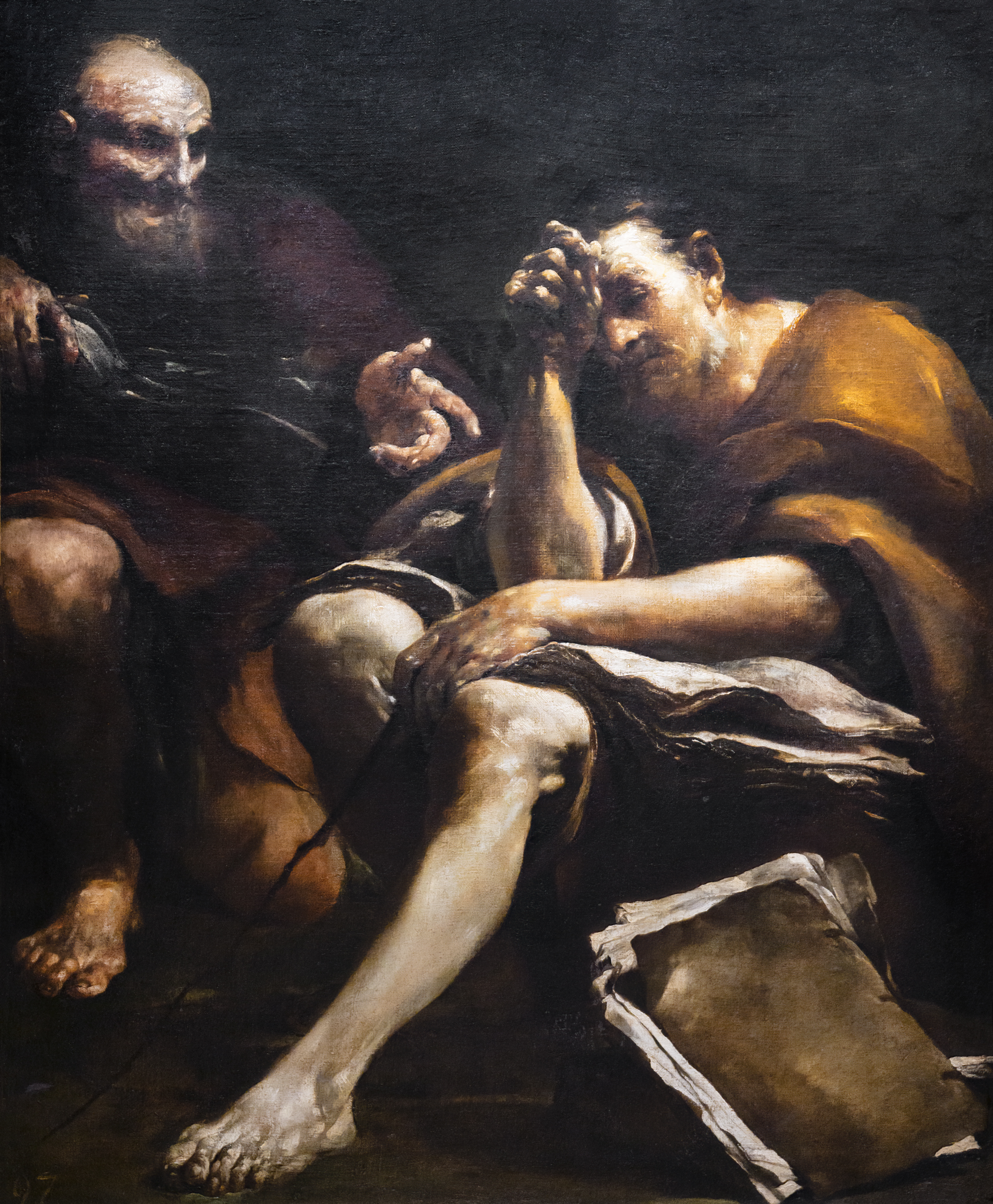
Guiseppe Maria Crespi, Démocrite et Héraclite, après 1730, huile sur toile, musée des Augustins, Toulouse.
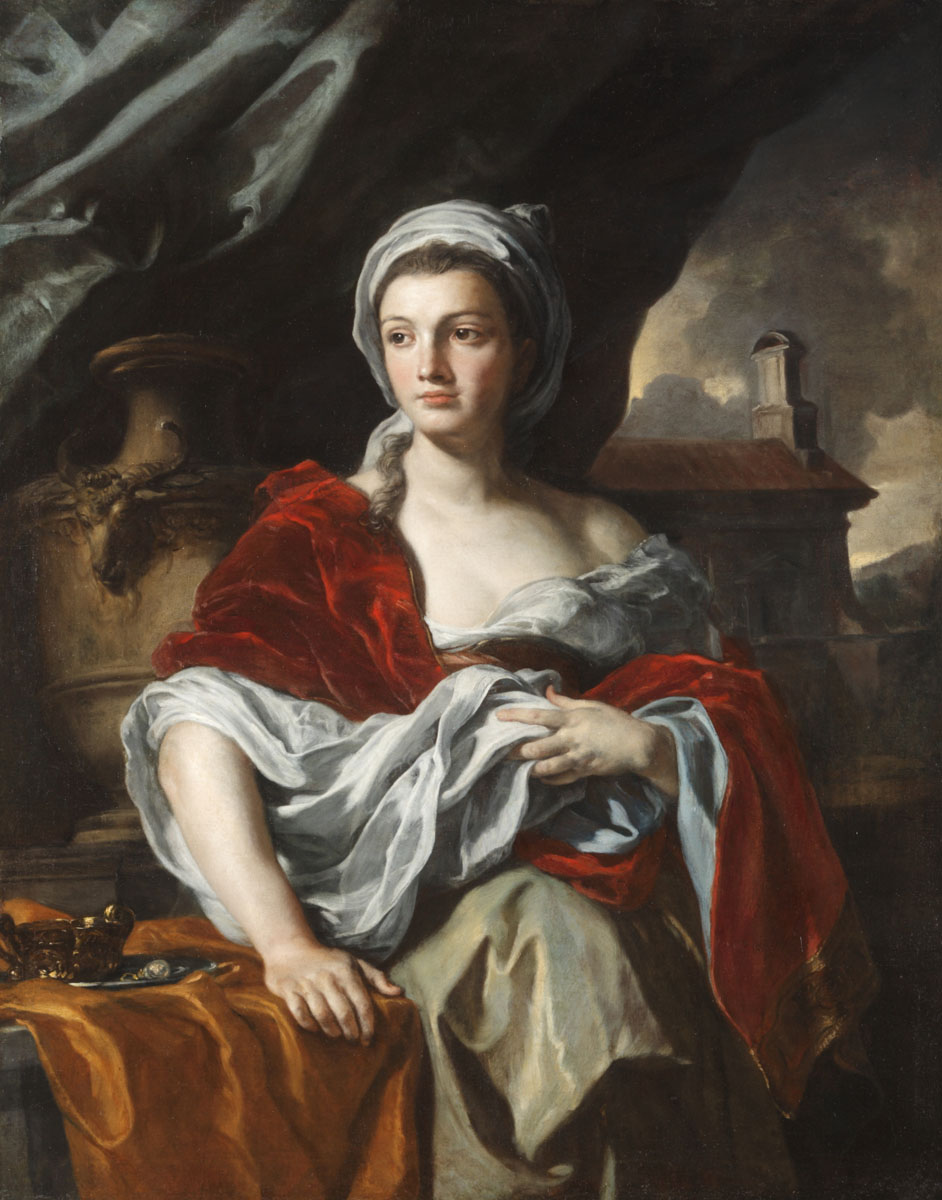
Francesco Solimena, Portrait de femme, après 1705, huile sur toile, musée des Augustins, Toulouse.
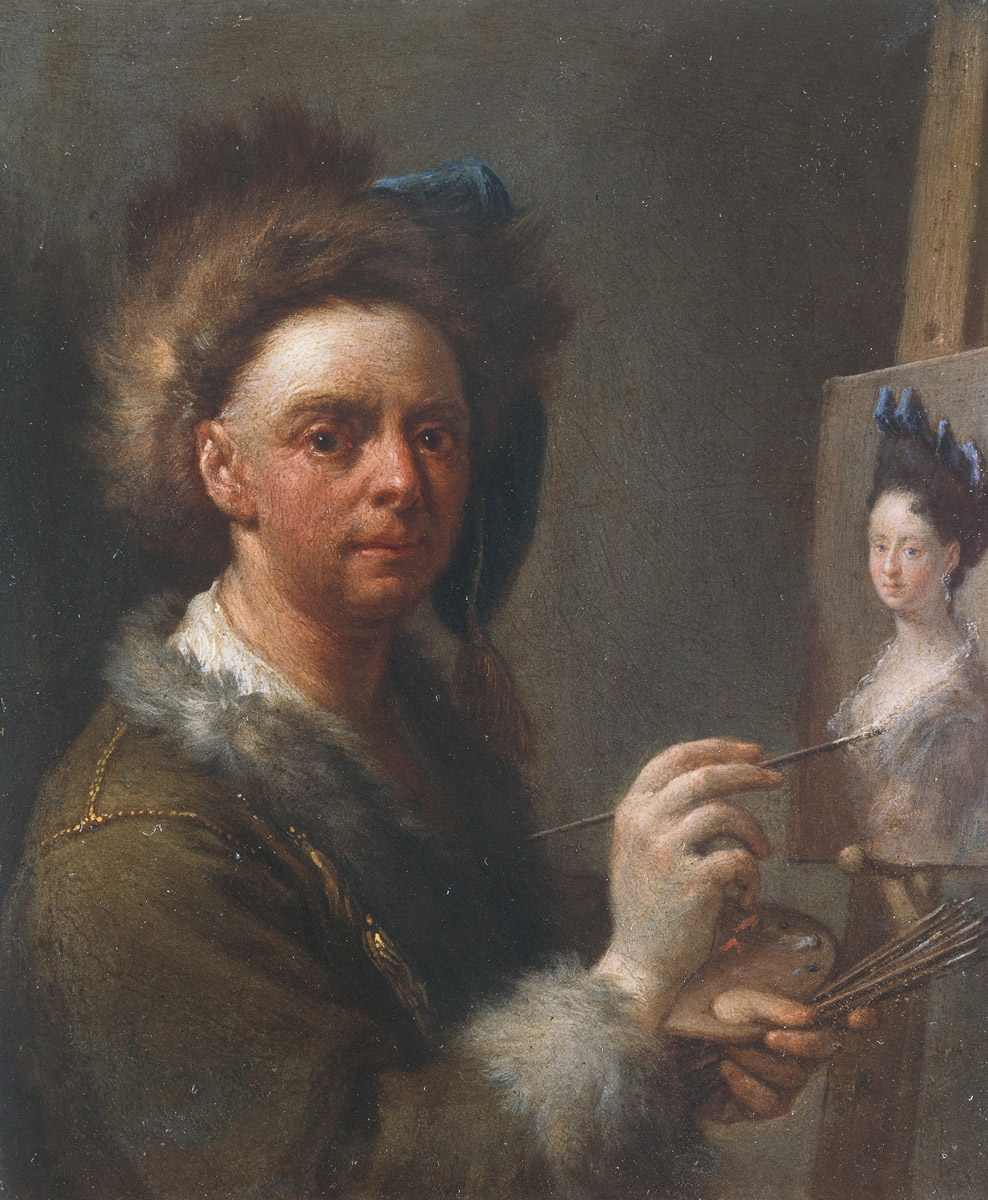
Francesco Trevisani, Autoportrait, 1701-1746, huile sur cuivre, musée des Augustins, Toulouse.
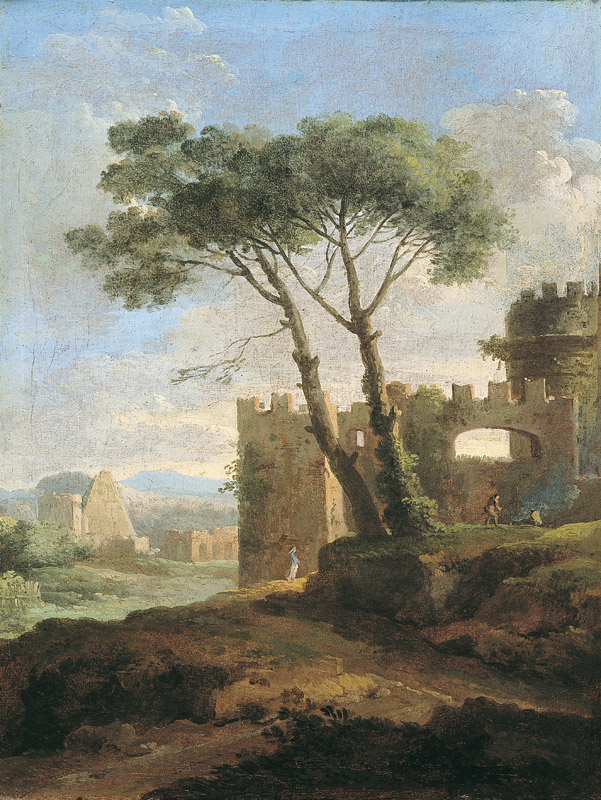
Paolo Anesi, Vue de La Porte Saint-Paul, 1739, huile sur toile, musée des Augustins, Toulouse.

### Francesco Guardi et l’art de laveduta

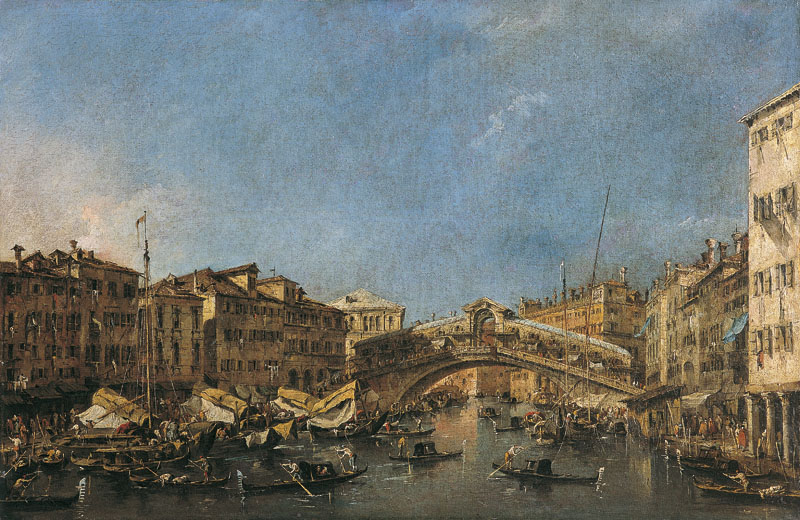
Francesco Guardi, Le Pont du Rialto à Venise, vers 1760, huile sur toile, musée des Augustins, Toulouse.

L’aspect si caractéristique de Venise a inspiré ses peintures depuis le XVe siècle. Toutefois, ce n’est qu’au XVIIIe siècle qu’apparaît le genre de la veduta, représentation à la fois pittoresque et précise de ses monuments. Canaletto (1697-1768), grand maître du genre, acquiert ainsi une renommée internationale pour sa technique minutieuse. Son style rigoureux contraste avec l’approche plus expressive de Francesco Guardi, autre maître du genre.
Le musée des Augustins conserve une veduta de Guardi, Le Pont du Rialto à Venise. Ce tableau illustre un motif caractéristique du genre et témoigne de l’innovation stylistique de Guardi, qui s’éloigne de l’influence de Canaletto pour développer un style original. Il a longtemps été présentée avec une autre œuvre de Guardi, Le Grand Canal à Venise avec le Palazzo Bembo. Le musée conserve également deux vedute anonymes de la place Saint-Marc, dont l'une a longtemps été attribuée à Canaletto.

## Acquisitions
Les acquisitions récentes de la collection de peintures italiennes du musée des Augustins illustrent la diversité des modes d’acquisitions des musées français. Sans acquisition depuis les années 1970, la politique d’enrichissement reprend au début des années 2000 sous l’impulsion d’Axel Hémery, convervateur puis directeur du musée en 2008 jusqu'à son départ en 2021.

En 2003, le musée enrichit sa collection génoise avec Saint-Marc Évangéliste de Gioacchino Assereto (1600-1649), acquis grâce au Fonds régional d’acquisition des musées de Midi-Pyrénées. Le musée fait à nouveau appel à ce fonds en 2006 pour l’achat de La Conversion de Saint Paul de Baciccio (1639-1709). En 2012, L’Incendie de Troie d’Agostino Tassi (1578-1644), découvert sous une attribution anonyme dans une collection toulousaine, rejoint les collections. Ce paysage narratif exceptionnel illustre la fascination de Tassi pour les catastrophes. Un don enrichit les collections italiennes du musée en 2017 avec une Tête d’apôtre attribuée à Pietro Novelli (1608-1647), provenant des descendants du peintre toulousain Benjamin-Constant (1845-1902). En 2021, le musée acquiert un Portrait de femme par Andrea Commodi (1560-1638). Cette acquisition vient enrichir la collection de portraits italiens du XVIIe siècle et marque l’entrée d’un second tableau de Commodi dans les collections publiques françaises.

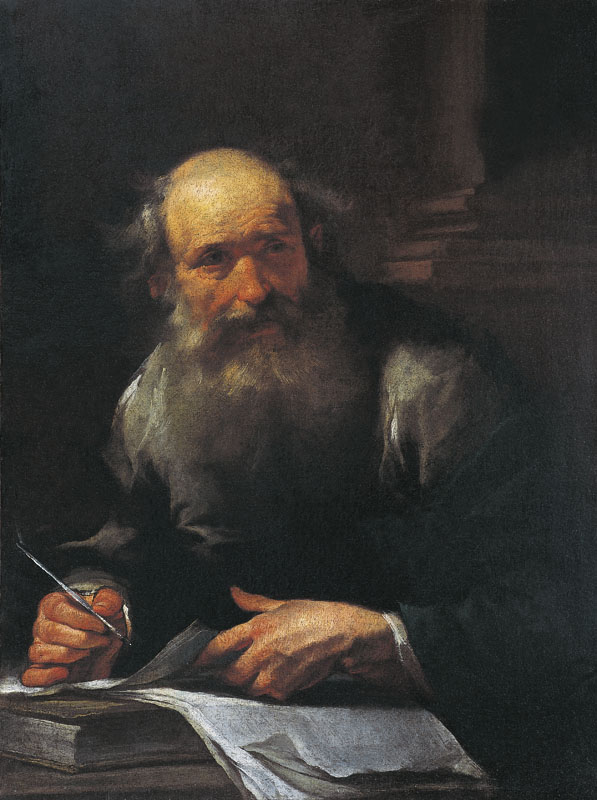
Gioacchino Assereto, Saint-Marc Evangéliste, après 1639. Acquisition en 2003.
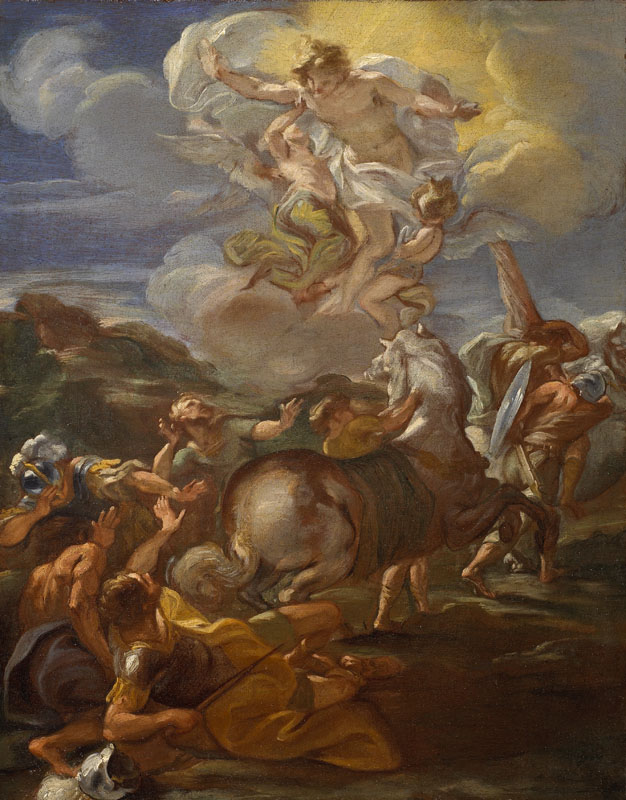
Giovanni Battista Gaulli, dit Baciccio, La Conversion de saint Paul, vers 1685. Acquisition en 2006.
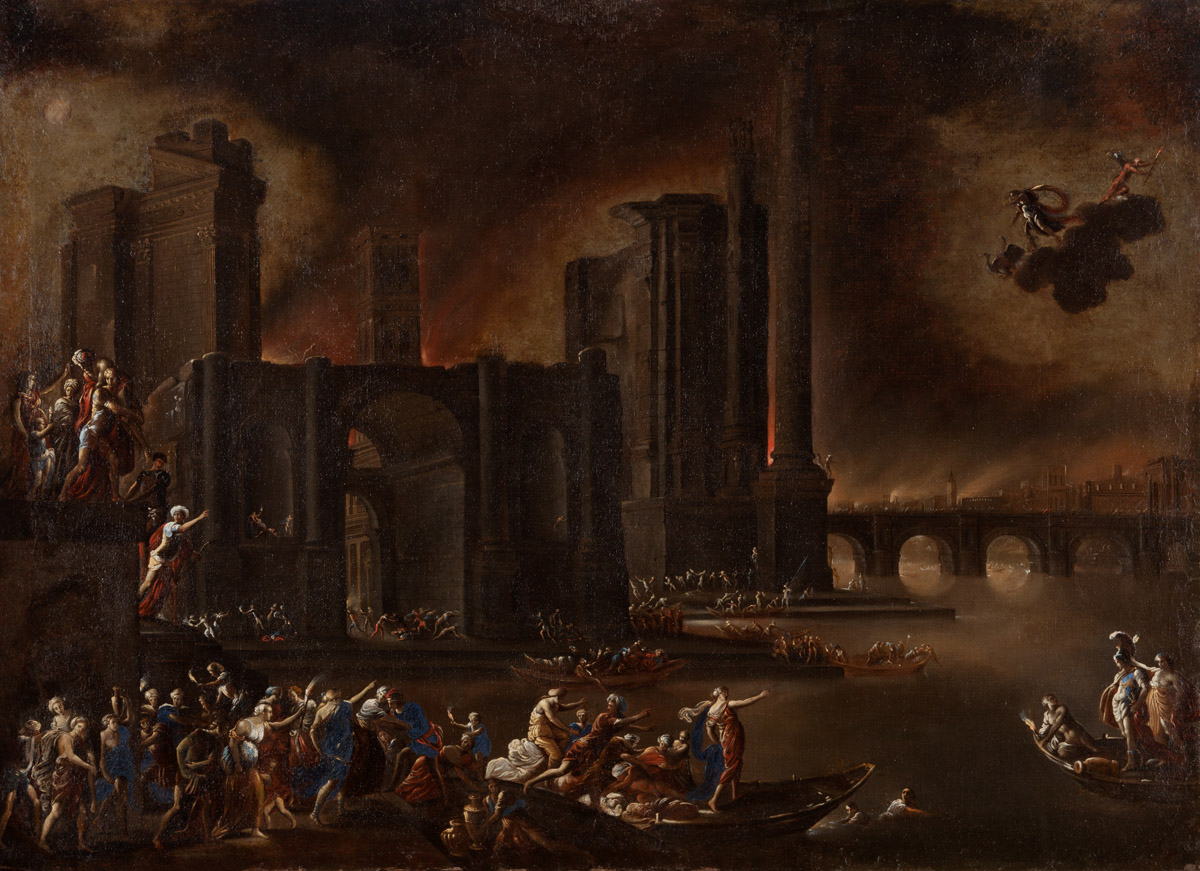
Agostino Tassi, L'Incendie de Troie, 1601-1625. Acquisition en 2012.
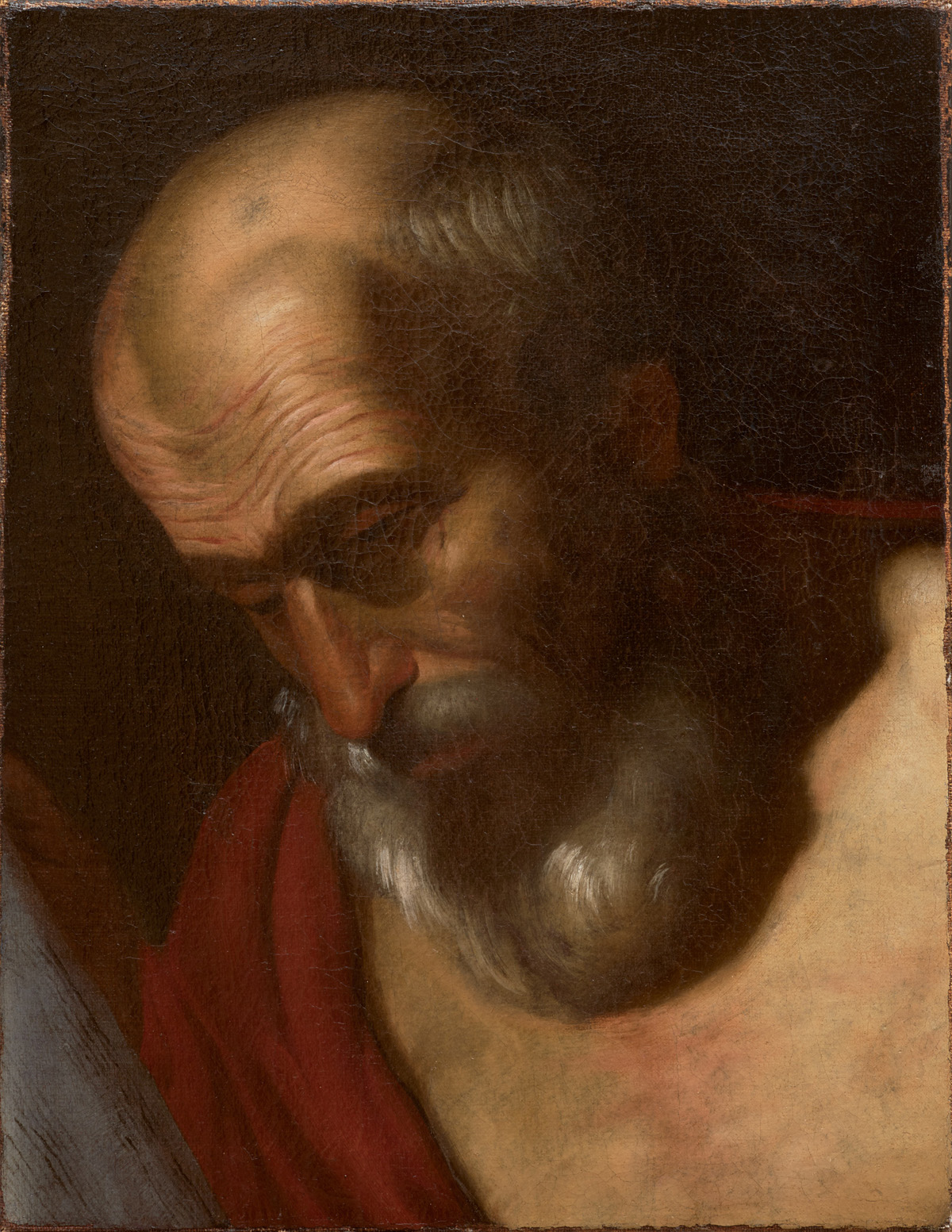
Pietro Novelli, Tête d'apôtre, 1601-1625. Don au musée en 2017.
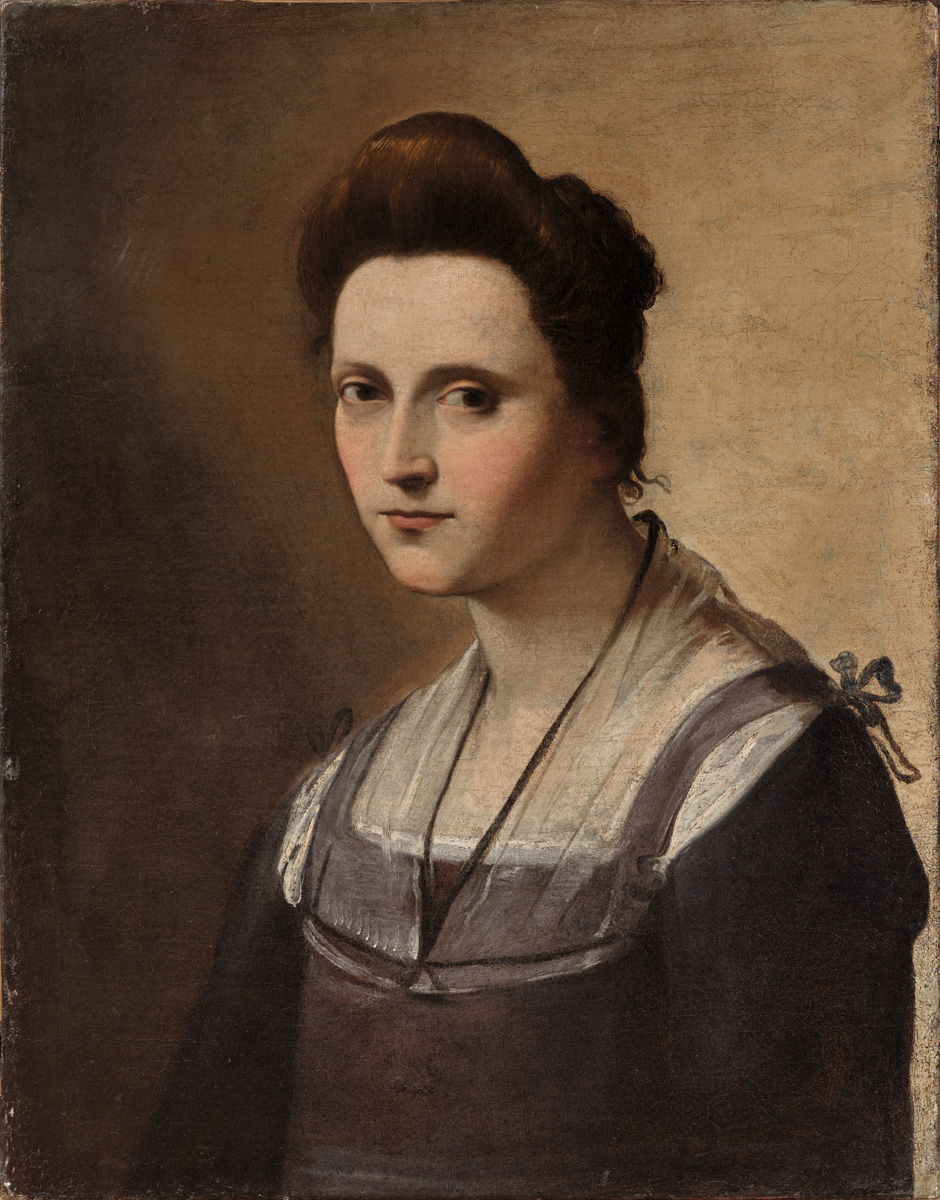
Andrea Commodi, Portrait de femme, 1590 et 1600. Acquisition en 2021.

## Les MNR de la collection italienne
Après la Seconde Guerre mondiale, environ 60 000 œuvres provenant d'Allemagne ou des territoires occupés par le "Troisième Reich" ont été rapatriées en France. Les 15 000 œuvres n'ayant alors pas fait l'objet de restitution sont soit vendues par l'État (environ 13 000 œuvres), soit sélectionnées par la commission de récupération artistique pour être confiées à la garde des musées nationaux (environ 2 200 œuvres). Ces dernières sont dites MNR, "Musées Nationaux Récupération". Elles peuvent faire l'objet de restitution à leurs propriétaires légitimes, sans aucune date de prescription.
Le musée des Augustins de Toulouse est le gardien provisoire de sept MNR, dont trois peintures d'origine italienne :
- Giovanni di Francesco (1412-1459), La Chasse[91], entre 1450 et 1460, tempera sur bois[92], attribué au musée du Louvre par l'Office des Biens et Intérêts privés en 1951, mis en dépôt au musée des Augustins depuis 1957[93].
- Anonyme italien, Saint Dominique[94], 1501-1525, peinture à l'huile sur bois[95], attribué au musée du Louvre par l'Office des Biens et Intérêts privés en 1950, mis en dépôt au musée des Augustins depuis le 22 novembre 1951[96].
- Marco Basaiti (Vers 1470 - après 1530), La Vierge à l'Enfant entre saint Sébastien et sainte Ursule[97], 1501-1550, peinture à l'huile sur bois[98], attribué au musée du Louvre par l'Office des Biens et Intérêts privés en 1950, mis en dépôt au musée des Augustins depuis 1957[99].

Une autre oeuvre MNR, L'Allégorie de la Justice ou Venise trônant de Francesco Fontebasso (1707-1769), a figuré dans la collection italienne du musée de 1959 à 2013. Ce modello est aujourd'hui conservé au au département des peintures du musée du Louvre. Il apparaît dans le catalogue raisonné de la collection italienne du musée des Augustins de Toulouse réalisé par Alex Hémery en 2003.

Giovanni di Francesco, Scène de chasse, vers 1460, tempera sur bois, musée des Augustins, Toulouse.
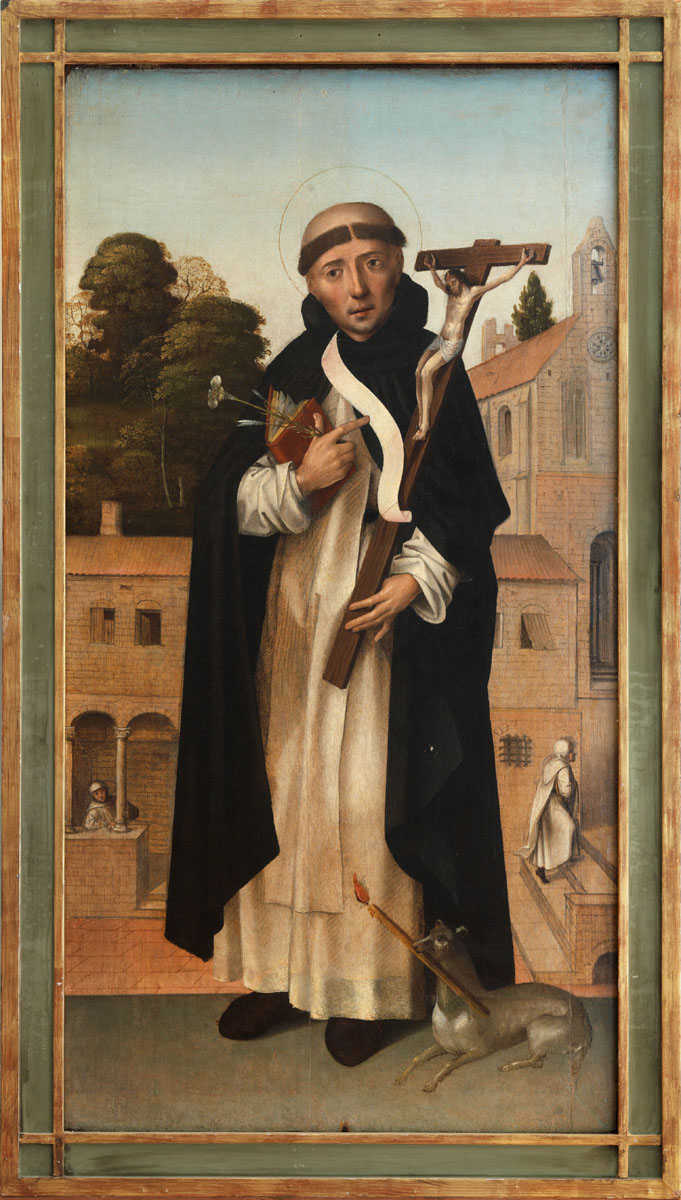
Anonyme italien, Saint Dominique, 1501-1525, peinture à l'huile sur bois, musée des Augustins, Toulouse.
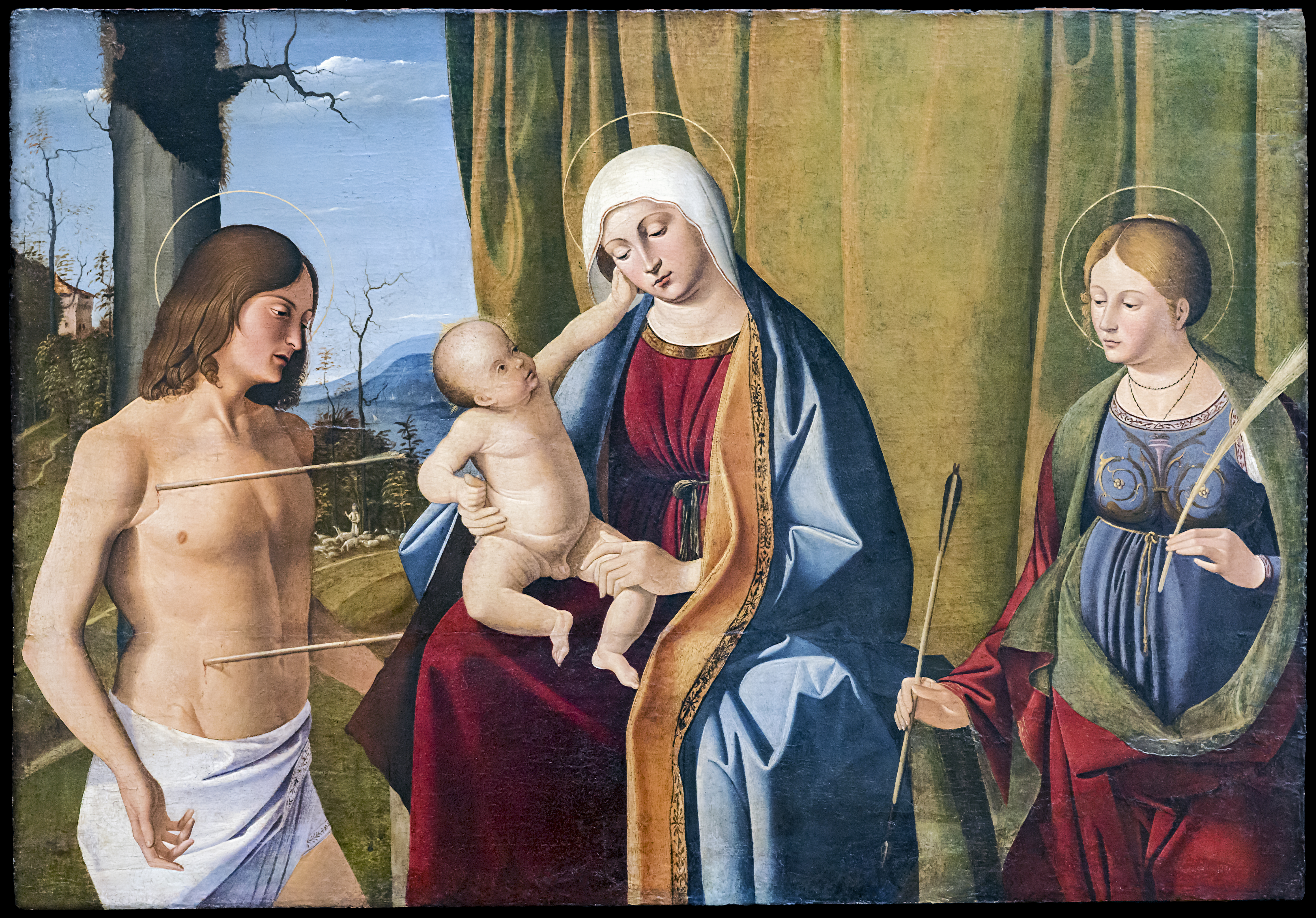
Marco Basaiti, La Vierge à l'Enfant entre saint Sébastien et sainte Ursule, 1501-1550, peinture à l'huile sur bois, musée des Augustins, Toulouse.
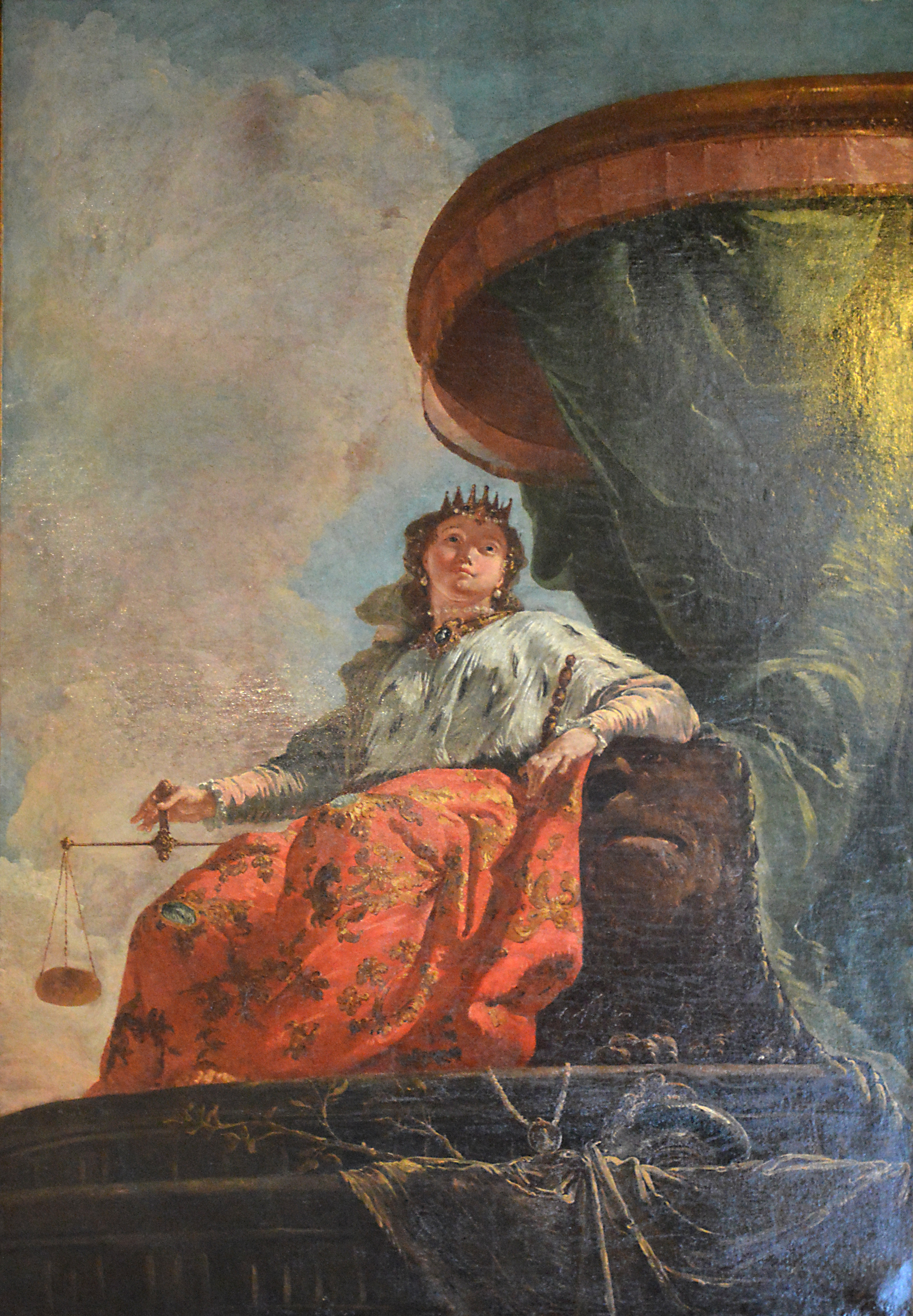
Francesco Fontebasso, Allégorie de la Justice ou Venise trônant, XVIIIe siècle, huile sur toile, musée du Louvre, Paris.

### La restitution duGrand Canal à Venise avec le Palazzo Bembo

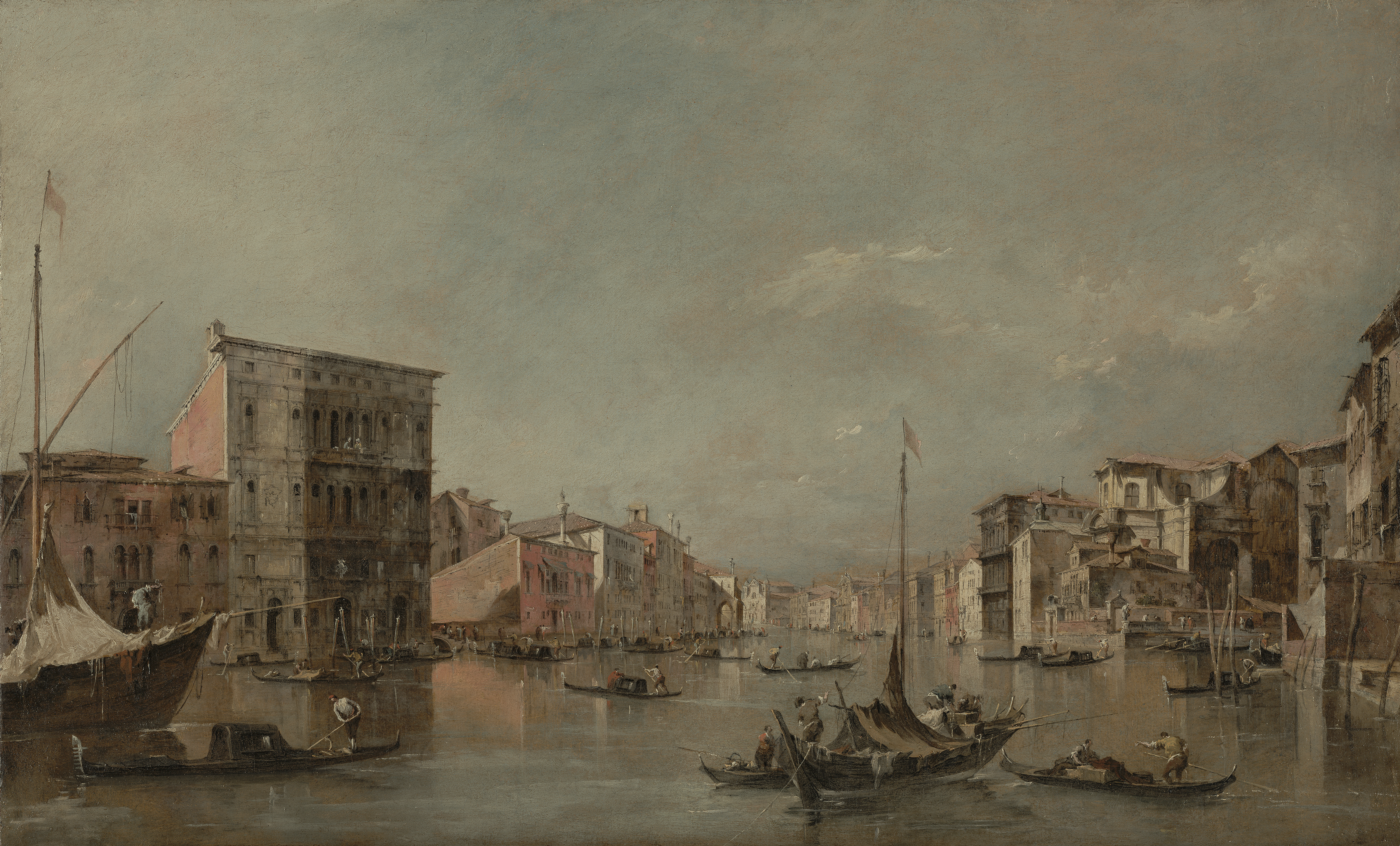
Francesco Guardi, Le Grand Canal de Venise avec le Palazzo Bembo, 1768, J. Paul Getty Museum, Los Angeles.

Le Grand Canal à Venise avec le Palazzo Bembo, tableau de Francesco Guardi, a lui aussi longtemps été exposé parmi les collections italiennes du musée des Augustins, de 1952 et 2005. A cette date, il fait l'objet d'une restitution, ayant été pillé par le gouvernement de Vichy pendant l'Occupation. Grâce à des recherches de provenance, le tableau a pu être restitué aux ayants droit d'Anna Jaffé (en) (1845-1942), dont le mari, John Jaffé, avait acquis le tableau dans les années 1880 et lui avait légué à sa mort en 1933. Au décès d'Anna Jaffé en 1942, ses biens sont saisis par le gouvernement de Vichy. Le Grand Canal à Venise et le reste de sa collection sont alors vendus aux enchères à l'Hôtel Savoy de Nice les 12 et 13 juillet 1943. Le tableau est acheté par une certaine Madame Bonfils, qui le revend au marchand Hildebrand Gurlitt (1895-1959). Celui-ci vend l'oeuvre au Führermuseum de Linz en 1944. Elle est ensuite récupérée à Altaussee, en Autriche, par les Alliés et transférée au Central Collecting Point de Munich en 1945. En 1946, l'oeuvre est rapatriée en France. N'ayant pas été restituée, elle est sélectionnée pour devenir un MNR et est déposée au musée du Louvre à Paris en 1950. En 1952, elle est échangée contre une autre toile de Guardi au musée des Augustins de Toulouse, où elle demeure jusqu'à sa restitution le 17 mai 2005 aux ayants droit d'Anna Jaffé. Le tableau est vendu le 8 juillet 2005 chez Christie's au J. Paul Getty Museum de Los Angeles, où il se trouve aujourd'hui.